# Список птиц Фиджи

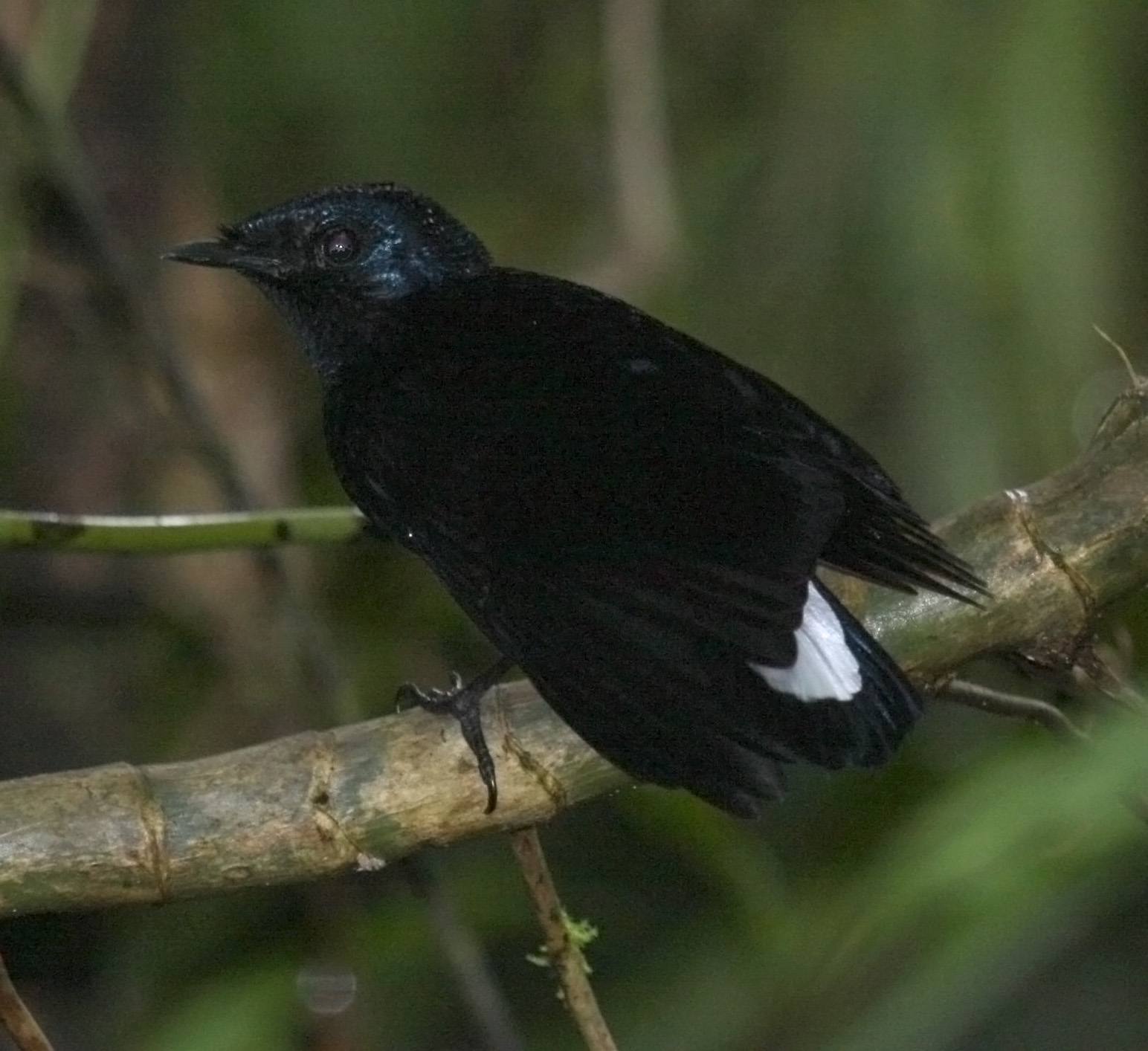
Lamprolia victoriae является эндемичным видом и родом Фиджи.

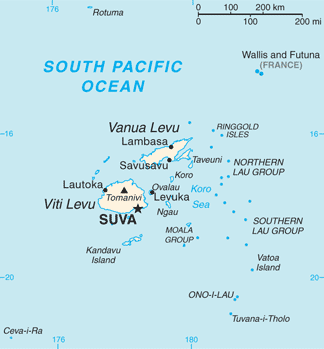
Карта Фиджи, показывающая основные островные группы

Орнитофауна Фиджи является самой богатой в Западной Полинезии. Многочисленные семейства достигают самого дальнего востока от своего ареала, и остров является родиной нескольких эндемичных видов и родов, а также еще нескольких эндемиков с его близких соседей Тонга и Самоа.
Прибытие людей оказало сильное воздействие на птиц Фиджи. Несколько видов (и некоторые роды) вымерли в доисторические времена и известны только по ископаемым останкам. Другие вымерли совсем недавно, а некоторые виды остаются очень близкими к исчезновению. Несомненно, что нынешние знания о предыдущих ареалах многих видов являются неполными, и необходимы дальнейшие исследования.
Это список видов птиц, зарегистрированных на Фиджи. Орнитофауна Фиджи включает в себя, в общей сложности, 150 видов, из которых 28 являются эндемичными, 13 были интродуцированы человеком и 34 вида являются редкими или залётными. Многочисленные перечисленные виды были искоренены на Фиджи и не включены в число видов, хотя они перечислены там, где они известны. Из них 17 видов находятся под глобальной угрозой исчезновения.
Таксономический режим этого перечня (обозначение и последовательность отрядов, семейств и видов) и номенклатура (общие и научные названия) следуют соглашениям 6-го издания The Clements Checklist of Birds of the World. Семейства в начале каждой главы отражают эту таксономию, как и число видов, найденное в каждом семействе. Ввезенные и случайные виды включены в общую численность для Фиджи.
Следующие теги были использованы для выделения нескольких категорий.
- (V) Vagrant — вид, который редко или случайно встречается на Фиджи.
- (B) Breeder — вид, который размножается на Фиджи.
- (M) Migrant — вид, который регулярно мигрирует на Фиджи.
- (P) Passage migrant — вид, который не размножается и не зимует на Фиджи, но регулярно пересекает через него.
- (I) Introduced — вид, ввезенный на Фиджи, как следствие прямых или косвенных действий человека.
- (X) Extirpated — вид, который больше не встречается на Фиджи, но существует в других местах.
- (*) Endemic — вид, который является эндемиком для Фиджи.
- (?) Uncertain — вид с неопределенными данными или текущим статусом.

## Поганки
Отряд: Поганкообразные   Семейство: Поганковые
| Вид                                                | Вити-Леву | Вануа-Леву | Тавеуни | Кадаву | Ломаивичи | Лау | Ротума |
| -------------------------------------------------- | --------- | ---------- | ------- | ------ | --------- | --- | ------ |
| Австралийская поганка, Tachybaptus novaehollandiae | X         |            |         |        |           |     |        |

## Альбатросы
Отряд: Буревестникообразные   Семейство: Альбатросовые
| Вид                                             | Вити-Леву | Вануа-Леву | Тавеуни | Кадаву | Ломаивичи | Лау | Ротума |   |
| ----------------------------------------------- | --------- | ---------- | ------- | ------ | --------- | --- | ------ | - |
| Чернобровый альбатрос, Thalassarche melanophrys | V         | V          | V       | V      | V         | V   | V      | V |

## Буревестники и тайфунники

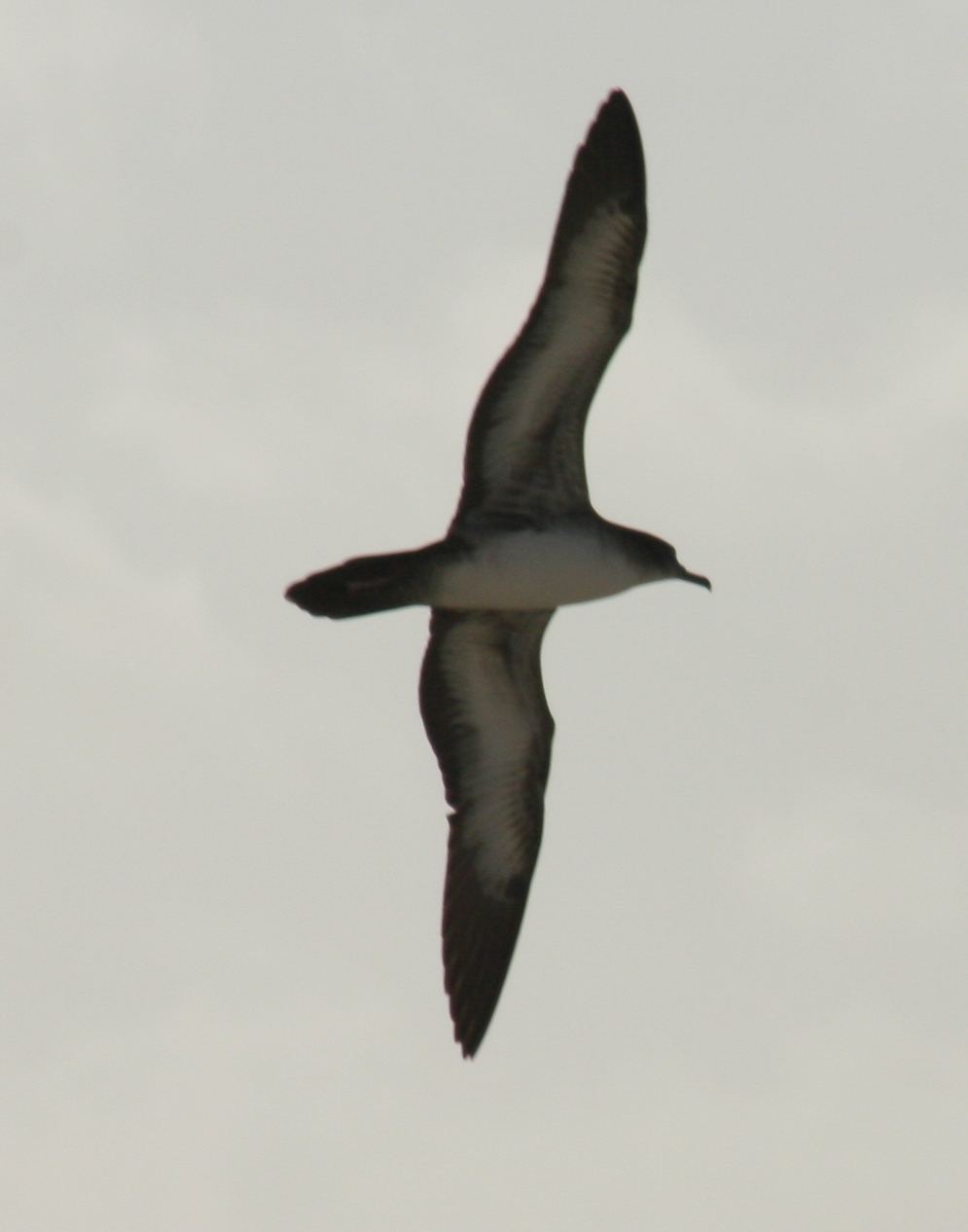
Клинохвостый буревестник

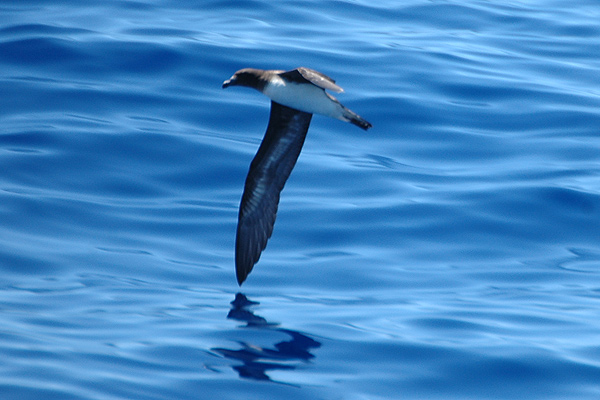
Таитянский буревестник

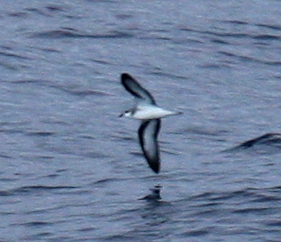
Чернокрылый тайфунник возле Вануа Леву

Отряд: Буревестникообразные   Семейство: Буревестниковые
| Вид                                                   | Вити-Леву | Вануа-Леву | Тавеуни | Кадаву | Ломаивичи | Лау | Ротума |   |
| ----------------------------------------------------- | --------- | ---------- | ------- | ------ | --------- | --- | ------ | - |
| Южный гигантский буревестник, Macronectes giganteus   | V         | V          | V       | V      | V         | V   | V      | V |
| Капский голубок, Daption capense                      | V         | V          | V       | V      | V         | V   | V      | V |
| Клинохвостый буревестник Puffinus pacificus           | B         | B          | B       | B      | B         | B   | B      |   |
| Буллеров буревестник, Puffinus bulleri                | V         | V          | V       | V      | V         | V   | V      | V |
| Серый буревестник, Puffinus griseus                   | V         | V          | V       | V      | V         | V   | V      | V |
| Тонкоклювый буревестник, Puffinus tenuirostris        | V         | V          | V       | V      | V         | V   | V      | V |
| Puffinus bailloni                                     | B         | B          | B       | B      | B         | B   |        |   |
| Рождественский буревестник, Puffinus nativitatis      | V         | V          | V       | V      | V         | V   | V      | V |
| Тайфунник Макджилливри, Pseudobulweria macgillivrayi* |           |            |         |        | B         |     |        |   |
| Pseudobulweria rostrata                               |           |            | B       |        | B         |     |        |   |
| Белый тайфунник, Pterodroma alba                      | V         | V          | V       | V      | V         | V   | V      | V |
| Коротконогий тайфунник, Pterodroma brevipes           | B         | B          | B       | B      | B         | B   |        |   |
| Белошейный тайфунник, Pterodroma cervicalis           | V         | V          | V       | V      | V         | V   | V      | V |
| Тринидадский тайфунник, Pterodroma heraldica          | V         | V          | V       | V      | V         | V   | V      | V |
| Пёстрый тайфунник, Pterodroma inexpectata             | P         | P          | P       | P      | P         | P   | P      | P |
| Длиннокрылый тайфунник, Pterodroma macroptera         | V         | V          | V       | V      | V         | V   | V      | V |
| Чернокрылый тайфунник, Pterodroma nigripennis         | V         | V          | V       | V      | V         | V   | V      | V |

## Качурки

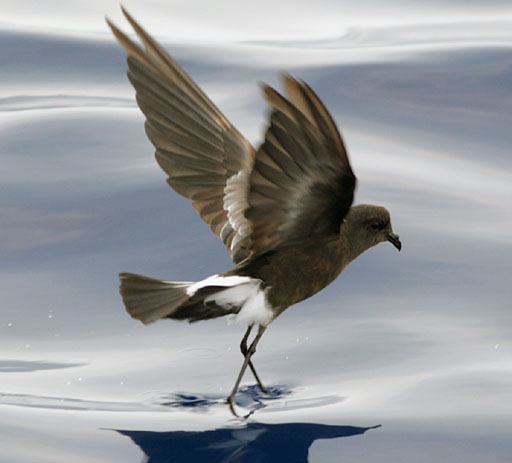
Качурка Вильсона

Отряд: Буревестникообразные   Семейство: Качурки
| Вид                                         | Вити-Леву | Вануа-Леву | Тавеуни | Кадаву | Ломаивичи | Лау | Ротума |   |
| ------------------------------------------- | --------- | ---------- | ------- | ------ | --------- | --- | ------ | - |
| Качурка Вильсона, Oceanites oceanicus       | P         | P          | P       | P      | P         | P   | P      | P |
| Белолицая качурка, Pelagodroma marina       | V         | V          | V       | V      | V         | V   | V      | V |
| Чернобрюхая качурка, Fregetta tropica       | V         | V          | V       | V      | V         | V   | V      | V |
| Белогорлая качурка, Nesofregatta fuliginosa | B         | B          | B       | B      | B         |     |        |   |

## Фаэтоны

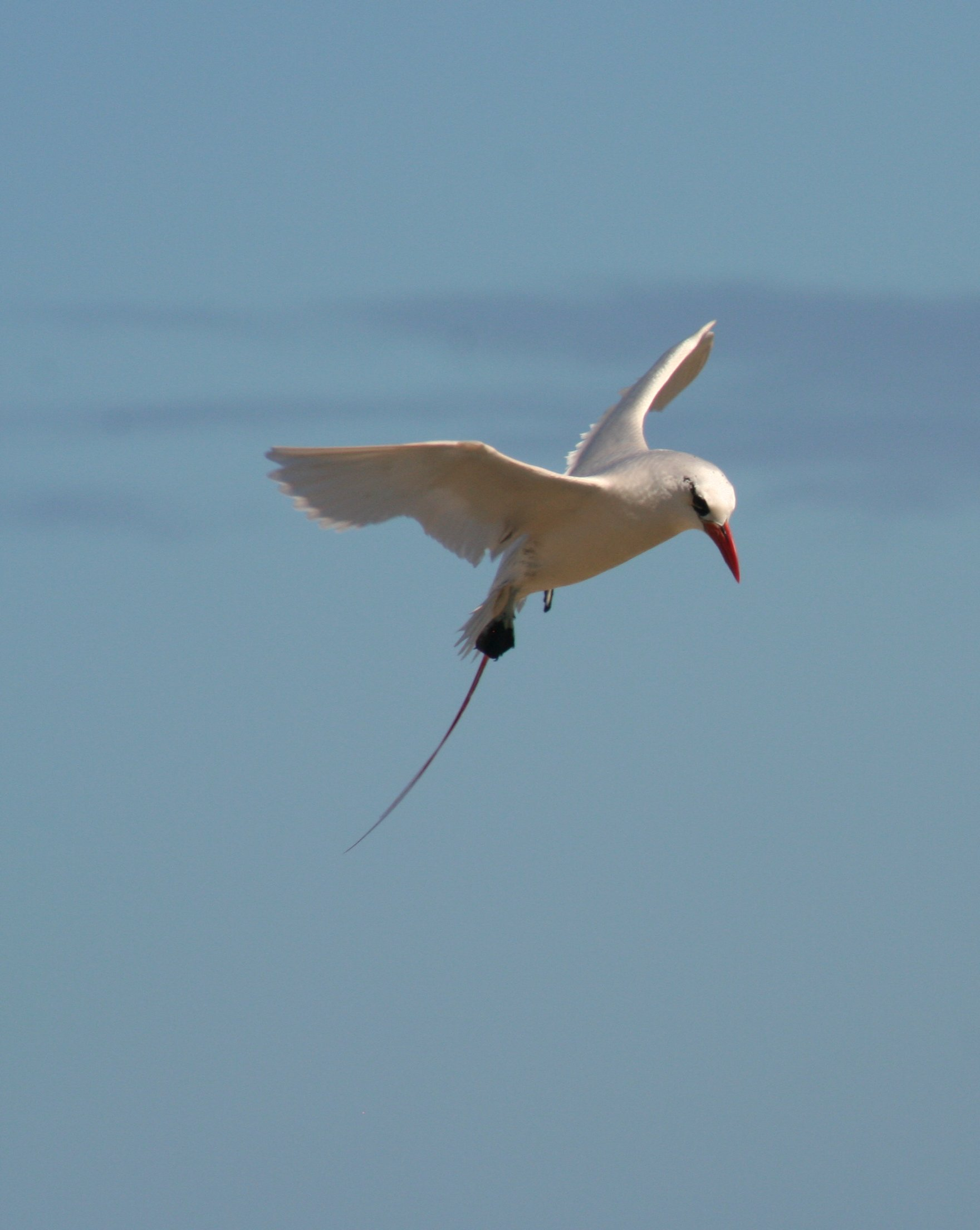
Краснохвостый фаэтон

Отряд: Фаэтонообразные   Семейство: Фаэтоновые
| Вид                                       | Вити-Леву | Вануа-Леву | Тавеуни | Кадаву | Ломаивичи | Лау | Ротума |
| ----------------------------------------- | --------- | ---------- | ------- | ------ | --------- | --- | ------ |
| Краснохвостый фаэтон, Phaethon rubricauda | B         | B          | B       | B      | B         | B   | B      |
| Белохвостый фаэтон, Phaethon lepturus     | B         | B          | B       | B      | B         | B   | B      |

## Бакланы и олуши

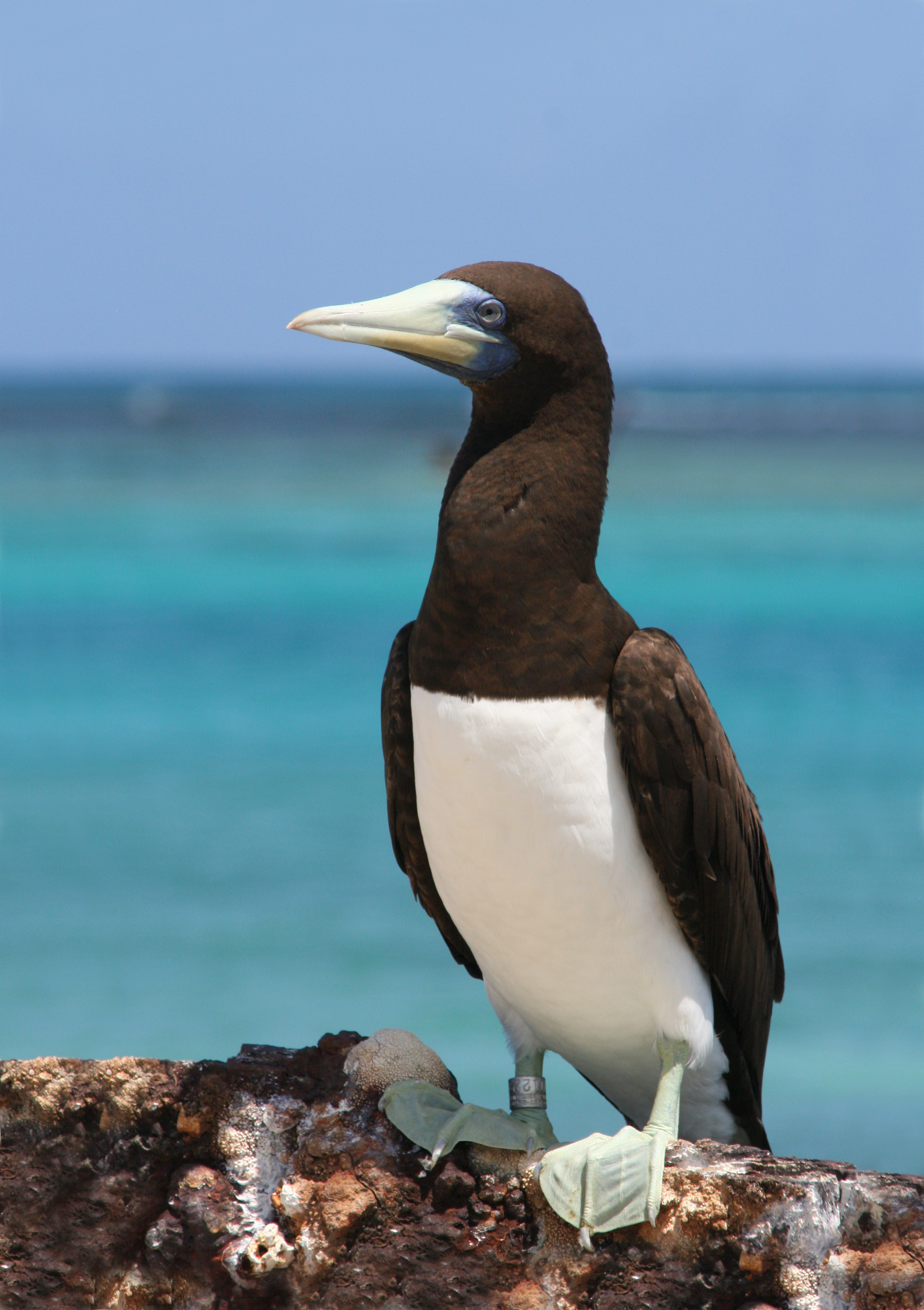
Бурая олуша

Отряд: Пеликанообразные   Семейство: Олушевые
| Вид                                | Вити-Леву | Вануа-Леву | Тавеуни | Кадаву | Ломаивичи | Лау | Ротума |
| ---------------------------------- | --------- | ---------- | ------- | ------ | --------- | --- | ------ |
| Голуболицая олуша, Sula dactylatra | B         | B          | B       | B      | B         | B   | B      |
| Красноногая олуша, Sula sula       | B         | B          | B       | B      | B         | B   | B      |
| Бурая олуша, Sula leucogaster      | B         | B          | B       | B      | B         | B   | B      |

## Фрегаты

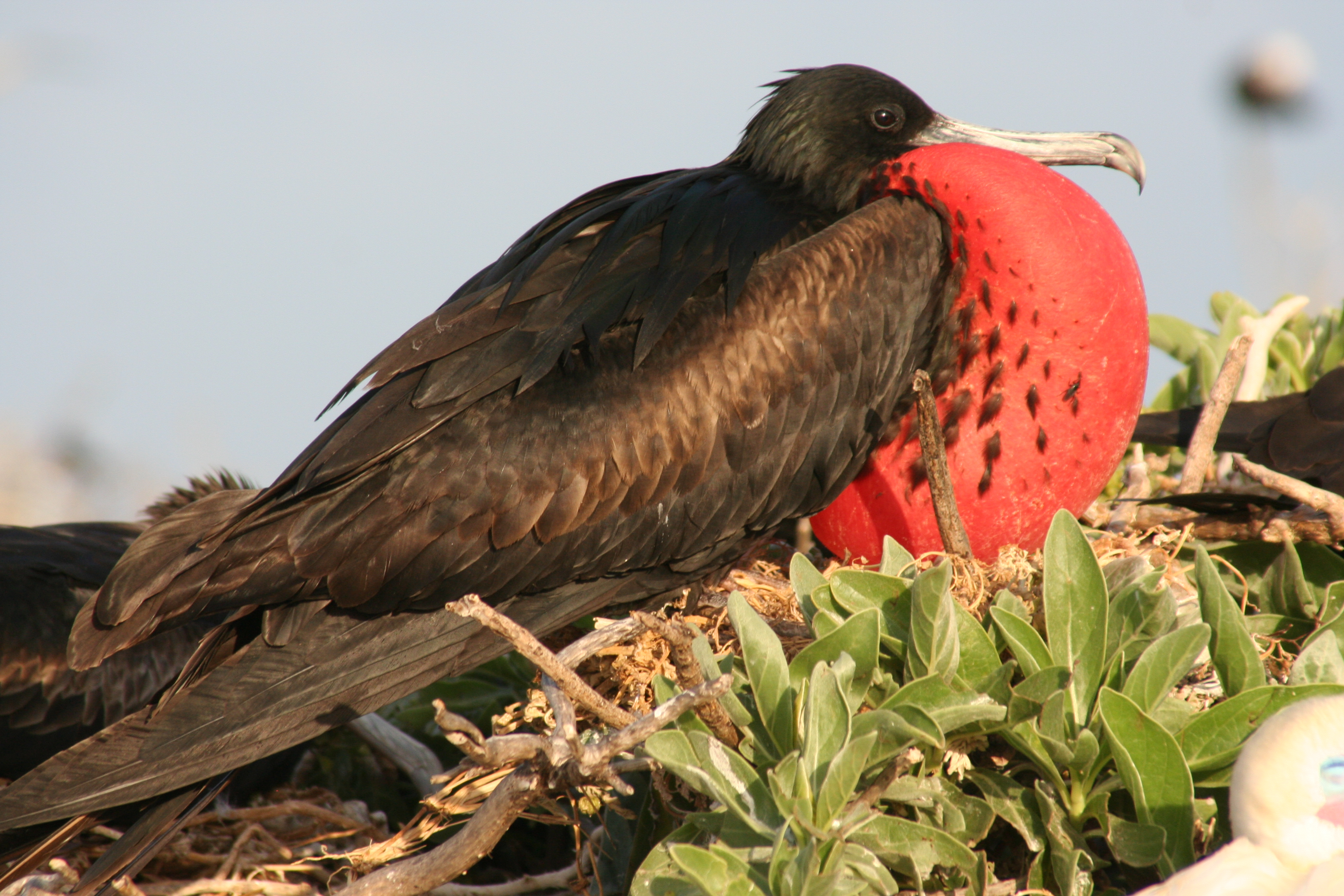
Большой фрегат

Отряд: Пеликанообразные   Семейство: Фрегатовые
| Вид                           | Вити-Леву | Вануа-Леву | Тавеуни | Кадаву | Ломаивичи | Лау | Ротума |
| ----------------------------- | --------- | ---------- | ------- | ------ | --------- | --- | ------ |
| Большой фрегат, Fregata minor | R         | R          | R       | R      | R         | R   | R      |
| Фрегат Ариель, Fregata ariel  | B         | B          | B       | B      | B         | B   | B      |

## Пеликаны
Отряд: Пеликанообразные   Семейство: Пеликановые
| Вид                                             | Вити-Леву | Вануа-Леву | Тавеуни | Кадаву | Ломаивичи | Лау | Ротума |   |
| ----------------------------------------------- | --------- | ---------- | ------- | ------ | --------- | --- | ------ | - |
| Австралийский пеликан, Pelecanus conspicillatus | V         | V          | V       | V      | V         | V   | V      | V |

## Выпи, цапли и белые цапли

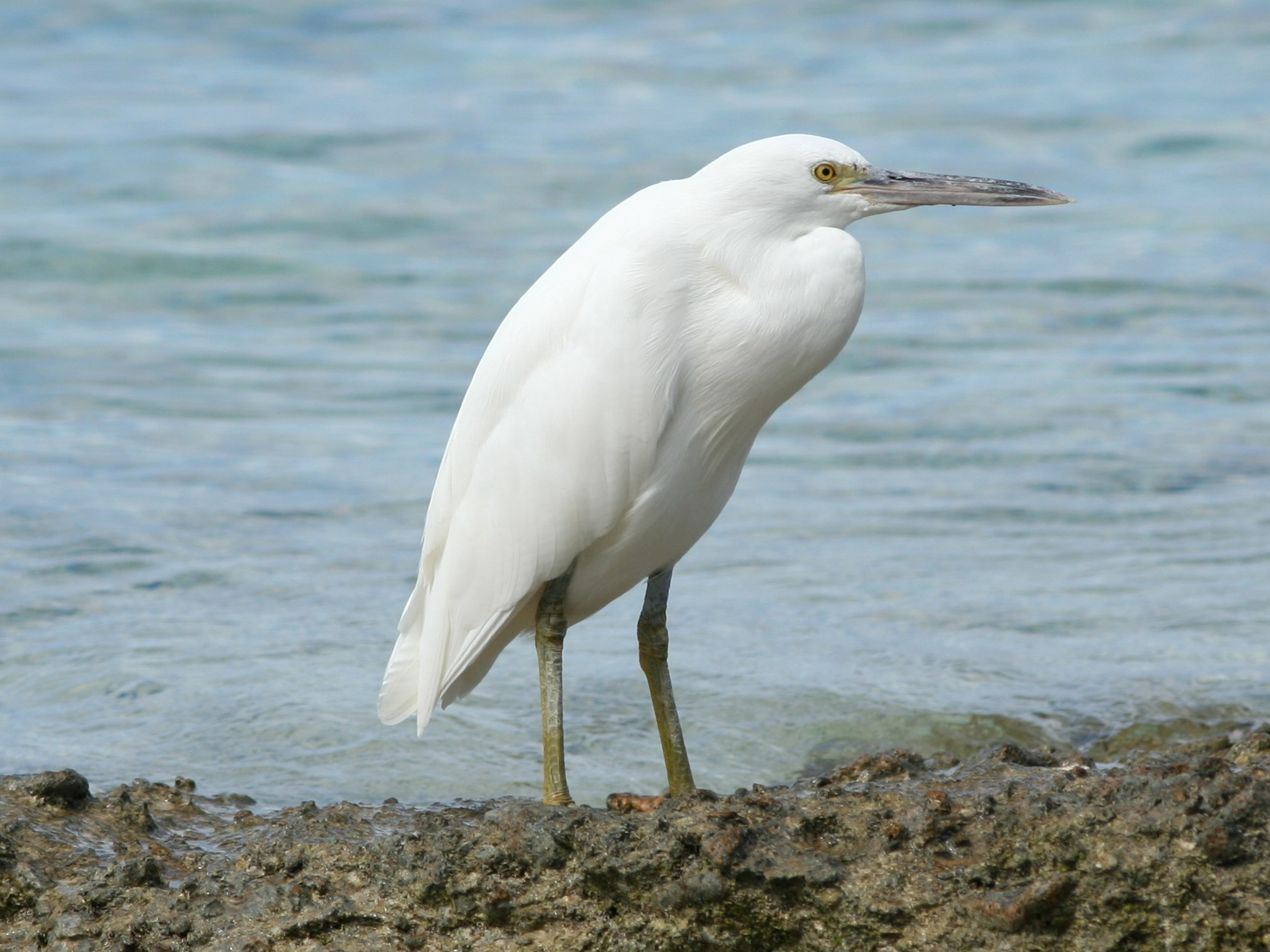
Восточная рифовая цапля

Отряд: Аистообразные   Семейство: Цаплевые
| Вид                                              | Вити-Леву | Вануа-Леву | Тавеуни | Кадаву | Ломаивичи | Лау | Ротума |   |
| ------------------------------------------------ | --------- | ---------- | ------- | ------ | --------- | --- | ------ | - |
| Большая белая цапля, Ardea alba                  | V         | V          | V       | V      | V         | V   | V      | V |
| Серая цапля, Ardea cinerea                       | V         |            |         |        |           |     |        |   |
| Американская зелёная кваква, Butorides virescens | B         | B          | B       | B      | B         | B   |        |   |
| Белощёкая цапля, Egretta novaehollandiae         | B?        |            |         |        |           |     |        |   |
| Восточная рифовая цапля, Egretta sacra           | B         | B          | B       | B      | B         | B   | B      |   |

## Ибисы и колпицы
Отряд: Аистообразные   Семейство: Ибисовые
| Вид                             | Вити-Леву | Вануа-Леву | Тавеуни | Кадаву | Ломаивичи | Лау | Ротума |   |
| ------------------------------- | --------- | ---------- | ------- | ------ | --------- | --- | ------ | - |
| Каравайка, Plegadis falcinellus | V         | V          | V       | V      | V         | V   | V      | V |

## Утки, гуси и лебеди

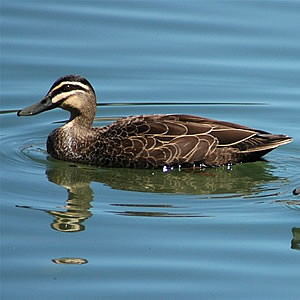
Серая кряква

Отряд: Гусеобразные   Семейство: Утиные
| Вид                                               | Вити-Леву | Вануа-Леву | Тавеуни | Кадаву | Ломаивичи | Лау | Ротума |   |
| ------------------------------------------------- | --------- | ---------- | ------- | ------ | --------- | --- | ------ | - |
| Странствующая свистящая утка, Dendrocygna arcuata | X         |            |         |        |           |     |        |   |
| Кряква, Anas platyrhynchos                        | V         | V          | V       | V      | V         | V   | V      | V |
| Серая кряква, Anas superciliosa                   | B         | B          | B       | B      | B         |     |        |   |

## Ястребы, коршуны и орлы

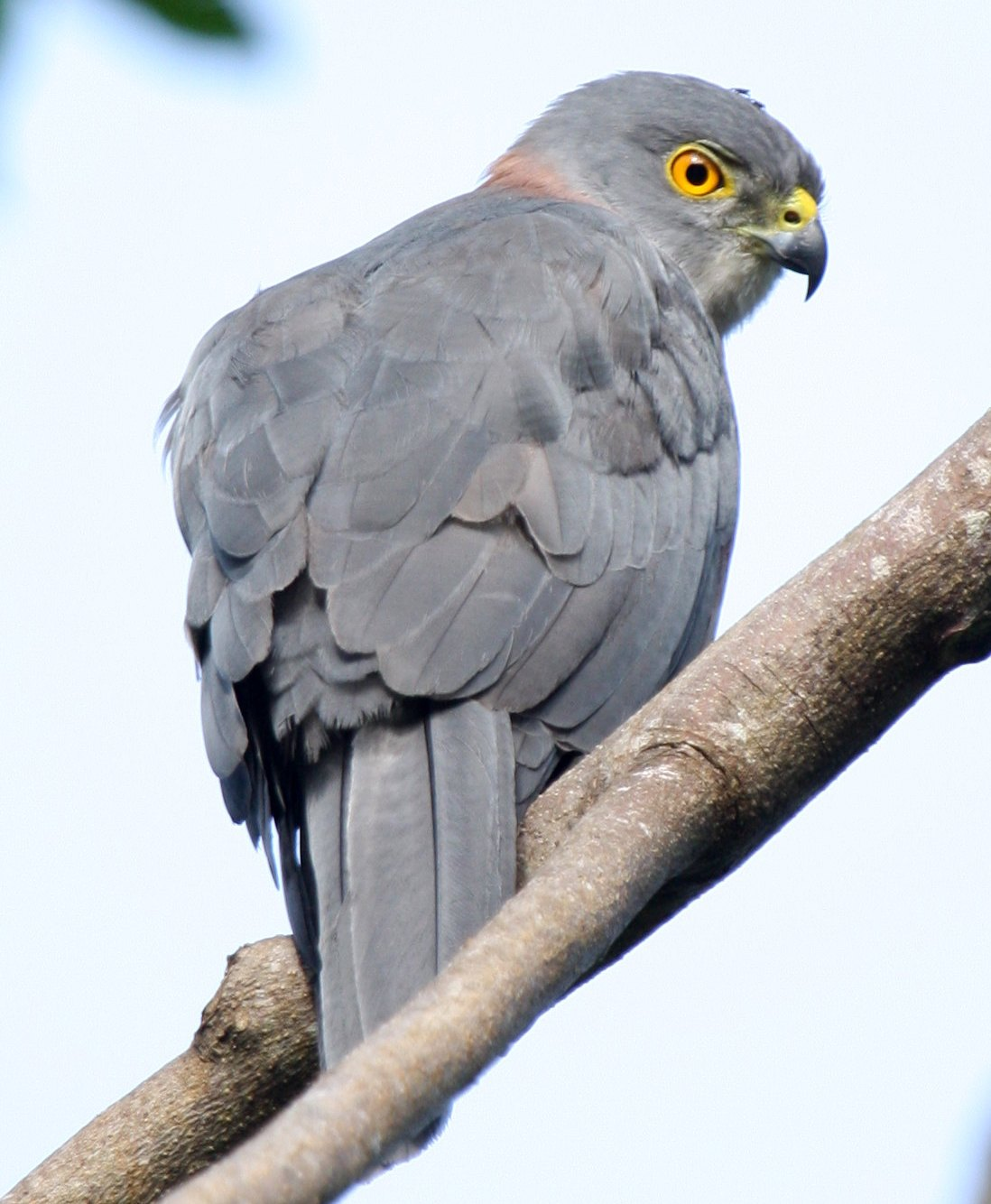
Фиджийский ястреб

Отряд: Ястребообразные   Семейство: Ястребиные
| Вид                                             | Вити-Леву | Вануа-Леву | Тавеуни | Кадаву | Ломаивичи | Лау | Ротума |
| ----------------------------------------------- | --------- | ---------- | ------- | ------ | --------- | --- | ------ |
| Фиджийский ястреб, Accipiter rufitorques*       | B         | B          | B       | B      | B         |     |        |
| Австралийский болотный лунь, Circus approximans | B         | B          | B       | B      | B         | B   |        |

## Соколы
Отряд: Соколообразные   Семейство: Соколиные
| Вид                      | Вити-Леву | Вануа-Леву | Тавеуни | Кадаву | Ломаивичи | Лау | Ротума |
| ------------------------ | --------- | ---------- | ------- | ------ | --------- | --- | ------ |
| Сапсан, Falco peregrinus | B         | B          | B       | B      | B         |     |        |

## Большеноги
Отряд: Курообразные   Семейство: Большеноги
| Вид                  | Вити-Леву | Вануа-Леву | Тавеуни | Кадаву | Ломаивичи | Лау | Ротума |
| -------------------- | --------- | ---------- | ------- | ------ | --------- | --- | ------ |
| Megapodius alimentum |           |            |         |        |           | X   |        |
| Megapodius amissus*  | X         |            |         |        |           | X   |        |

## Индейки
Отряд: Курообразные   Семейство: Фазановые
| Вид                          | Вити-Леву | Вануа-Леву | Тавеуни | Кадаву | Ломаивичи | Лау | Ротума |   |
| ---------------------------- | --------- | ---------- | ------- | ------ | --------- | --- | ------ | - |
| Индейка, Meleagris gallopavo | I         | I          | I       | I      | I         | I   | I      | I |

## Фазаны и куропатки

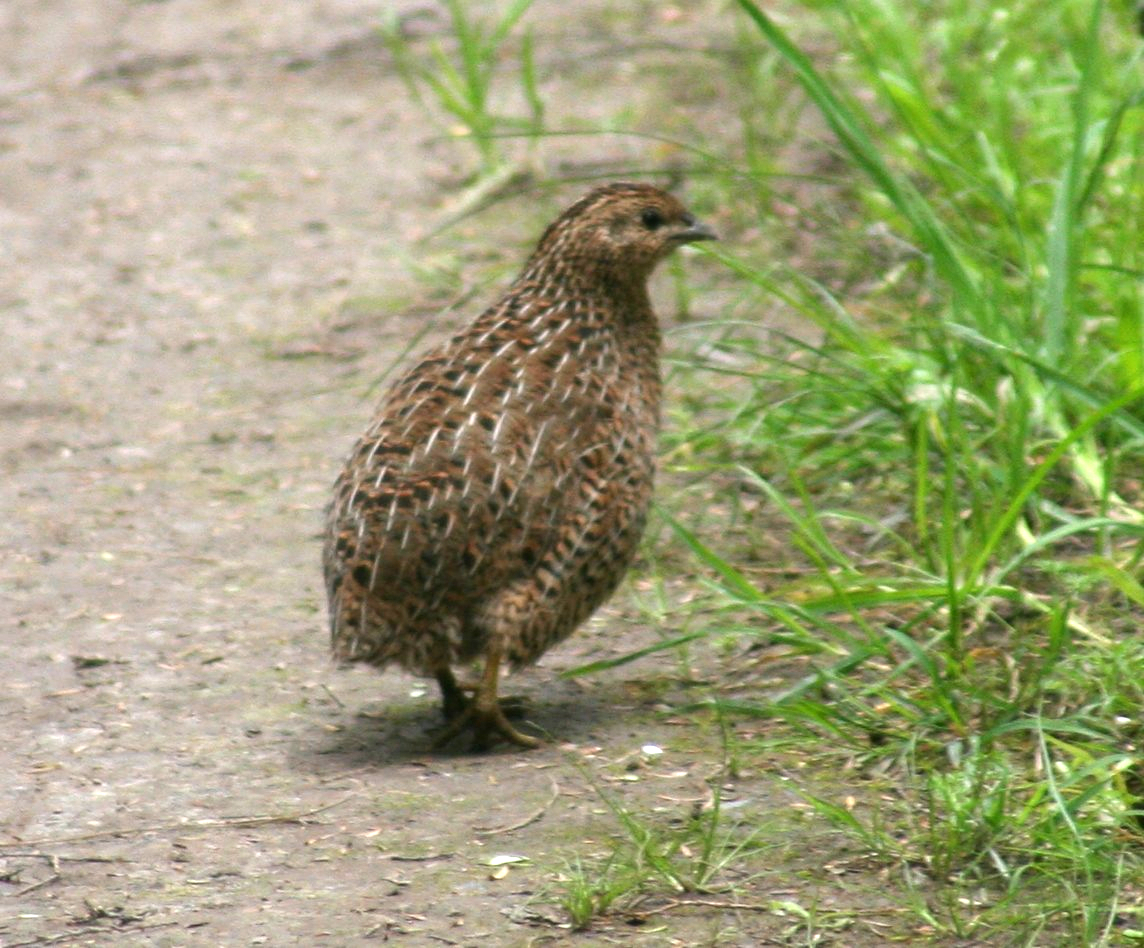
Бурый перепел

Отряд: Курообразные   Семейство: Фазановые
| Вид                                         | Вити-Леву | Вануа-Леву | Тавеуни | Кадаву | Ломаивичи | Лау | Ротума |
| ------------------------------------------- | --------- | ---------- | ------- | ------ | --------- | --- | ------ |
| Coturnix ypsilophora                        | I         | I          |         |        |           |     |        |
| Банкивская джунглевая курица, Gallus gallus | IX        | IX         | I       | I      | I         | I   | I      |

## Пастушки, погоныши, султанки и лысухи

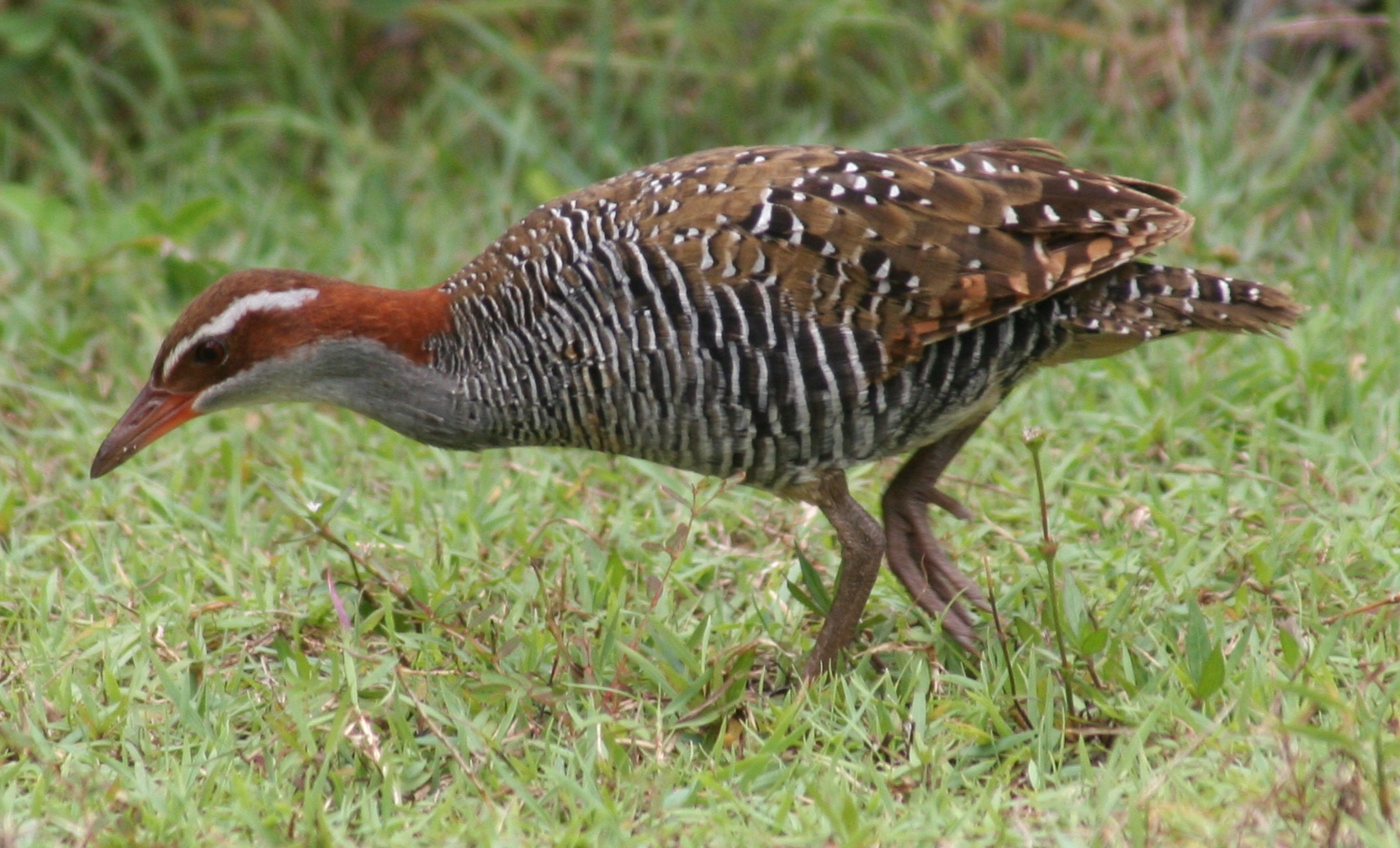
Полосатый пастушок

Отряд: Журавлеобразные   Семейство: Пастушковые
| Вид                                                          | Вити-Леву | Вануа-Леву | Тавеуни | Кадаву | Ломаивичи | Лау | Ротума |
| ------------------------------------------------------------ | --------- | ---------- | ------- | ------ | --------- | --- | ------ |
| Фиджийский пестрокрылый пастушок, Nesoclopeus poecilopterus* | X         |            |         |        | X         |     |        |
| Полосатый пастушок, Gallirallus philippensis                 | X         | X          | B       | B      | B         | B   | B      |
| Vitirallus watlingi*                                         | X         |            |         |        |           |     |        |
| Крапчатый погоныш, Porzana tabuensis                         | B         | B          | B       | B      | B         | B   |        |
| Белобровый погоныш, Porzana cinerea                          | B         | B          | B       | B      | B         | B   |        |
| Porphyrio melanotus                                          | X         | X          | B       | B      | B         | B   | B      |

## Зуйки и чибисы

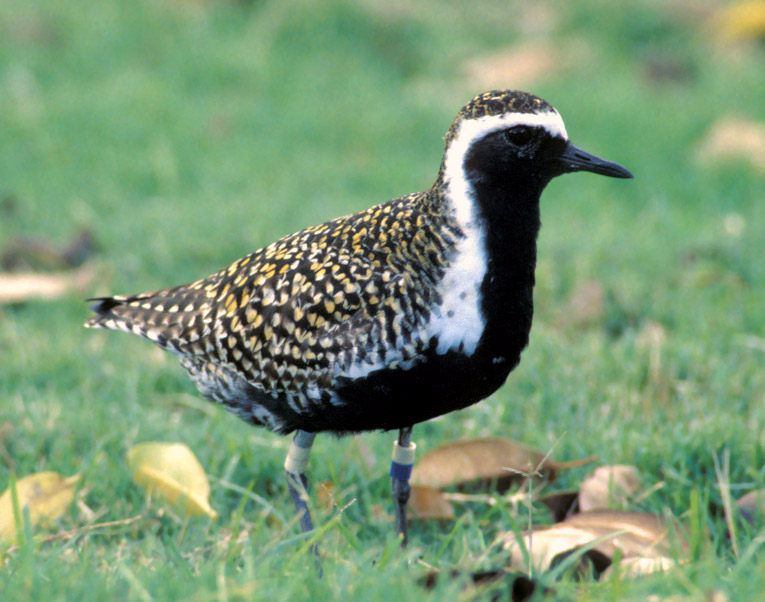
Бурокрылая ржанка

Отряд: Ржанкообразные   Семейство: Ржанковые
| Вид                                    | Вити-Леву | Вануа-Леву | Тавеуни | Кадаву | Ломаивичи | Лау | Ротума |   |
| -------------------------------------- | --------- | ---------- | ------- | ------ | --------- | --- | ------ | - |
| Солдатский чибис, Vanellus miles       | V         | V          | V       | V      | V         | V   | V      | V |
| Бурокрылая ржанка, Pluvialis fulva     | M         | M          | M       | M      | M         | M   | M      |   |
| Тулес, Pluvialis squatarola            | V         | V          | V       | V      | V         | V   | V      | V |
| Двухполосый зуёк, Charadrius bicinctus | V         | V          | V       | V      | V         | V   | V      | V |
| Монгольский зуёк, Charadrius mongolus  | V         | V          | V       | V      | V         | V   | V      | V |
| Каспийский зуёк, Charadrius asiaticus  | V         | V          | V       | V      | V         | V   | V      | V |

## Песочники и другие

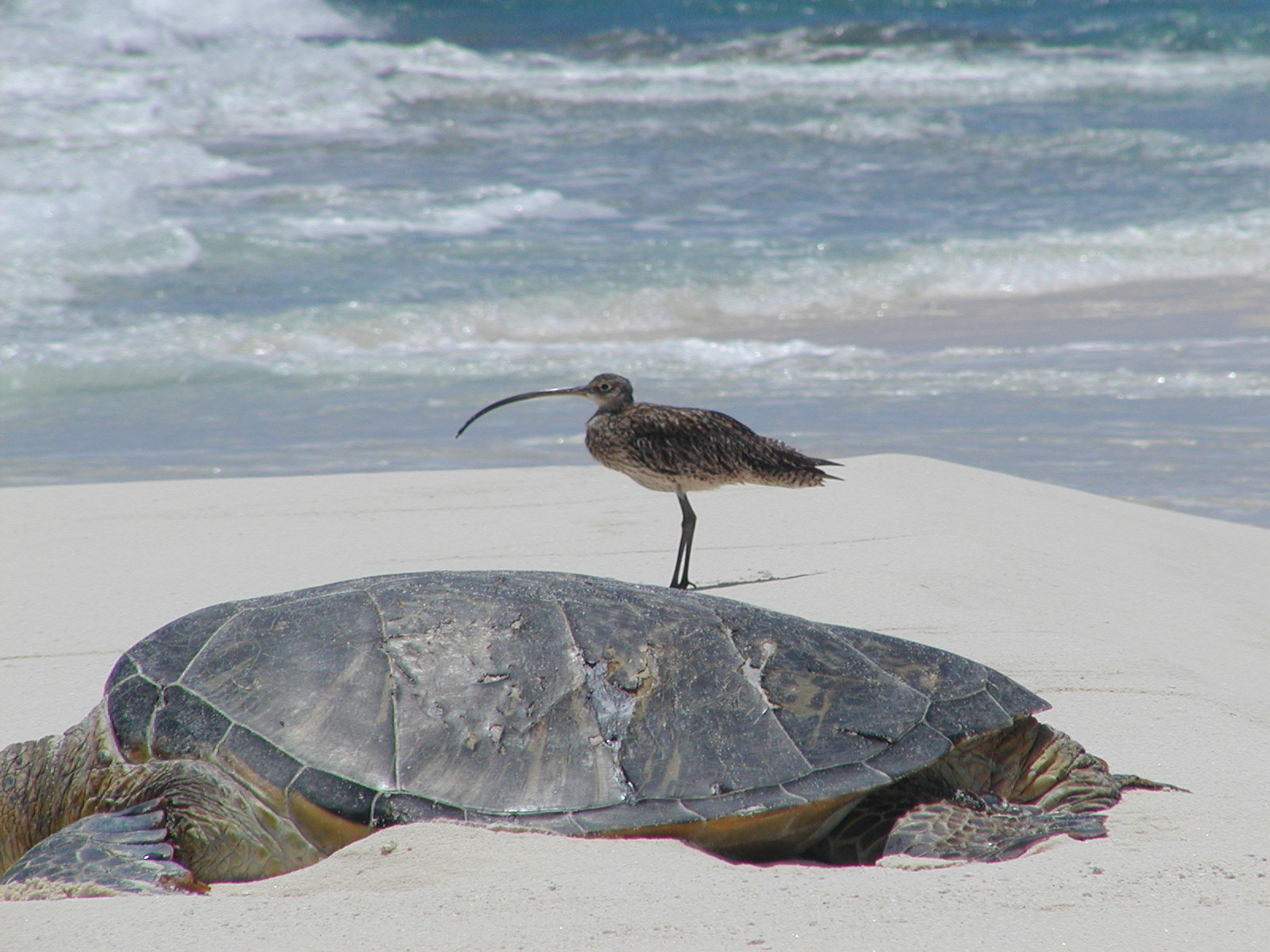
Дальневосточный кроншнеп

Отряд: Ржанкообразные   Семейство: Бекасовые
| Вид                                                 | Вити-Леву | Вануа-Леву | Тавеуни | Кадаву | Ломаивичи | Лау | Ротума |   |
| --------------------------------------------------- | --------- | ---------- | ------- | ------ | --------- | --- | ------ | - |
| Канадский веретенник, Limosa haemastica             | V         | V          | V       | V      | V         | V   | V      | V |
| Большой веретенник, Limosa limosa                   | M         | M          | M       | M      | M         | M   | M      |   |
| Средний кроншнеп, Numenius phaeopus                 | M         | M          | M       | M      | M         | M   | M      |   |
| Таитянский кроншнеп, Numenius tahitiensis           | M         | M          | M       | M      | M         | M   | M      |   |
| Дальневосточный кроншнеп, Numenius madagascariensis | V         | V          | V       | V      | V         | V   | V      | V |
| Мородунка, Xenus cinereus                           | V         | V          | V       | V      | V         | V   | V      | V |
| Перевозчик, Actitis hypoleucos                      | V         | V          | V       | V      | V         | V   | V      | V |
| Пепельный улит, Tringa brevipes                     | M         | M          | M       | M      | M         | M   | M      |   |
| Американский пепельный улит, Tringa incana          | M         | M          | M       | M      | M         | M   | M      |   |
| Камнешарка, Arenaria interpres                      | M         | M          | M       | M      | M         | M   | M      |   |
| Исландский песочник, Calidris canutus               | V         | V          | V       | V      | V         | V   | V      | V |
| Песчанка, Calidris alba                             | V         | V          | V       | V      | V         | V   | V      | V |
| Песочник-красношейка, Calidris ruficollis           | V         | V          | V       | V      | V         | V   | V      | V |
| Дутыш, Calidris melanotos                           | V         | V          | V       | V      | V         | V   | V      | V |
| Острохвостый песочник, Calidris acuminata           | V         | V          | V       | V      | V         | V   | V      | V |
| Coenocorypha miratropica*                           | X         |            |         |        |           |     |        |   |

## Поморники

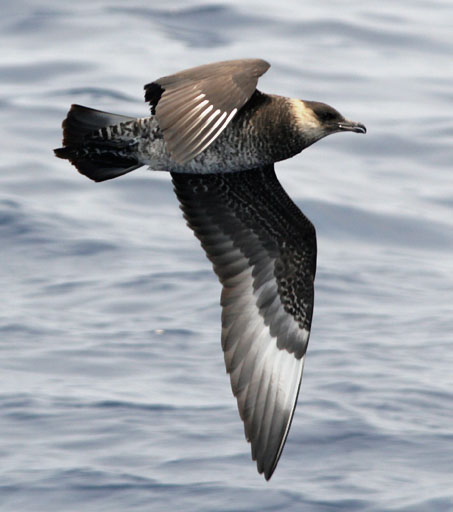
Средний поморник

Отряд: Ржанкообразные   Семейство: Поморниковые
| Вид                                               | Вити-Леву | Вануа-Леву | Тавеуни | Кадаву | Ломаивичи | Лау | Ротума |   |
| ------------------------------------------------- | --------- | ---------- | ------- | ------ | --------- | --- | ------ | - |
| Южнополярный поморник, Stercorarius maccormicki   | V         | V          | V       | V      | V         | V   | V      | V |
| Средний поморник, Stercorarius pomarinus          | V         | V          | V       | V      | V         | V   | V      | V |
| Короткохвостый поморник, Stercorarius parasiticus | V         | V          | V       | V      | V         | V   | V      | V |
| Длиннохвостый поморник, Stercorarius longicaudus  | V         | V          | V       | V      | V         | V   | V      | V |

## Чайки, крачки и водорезы

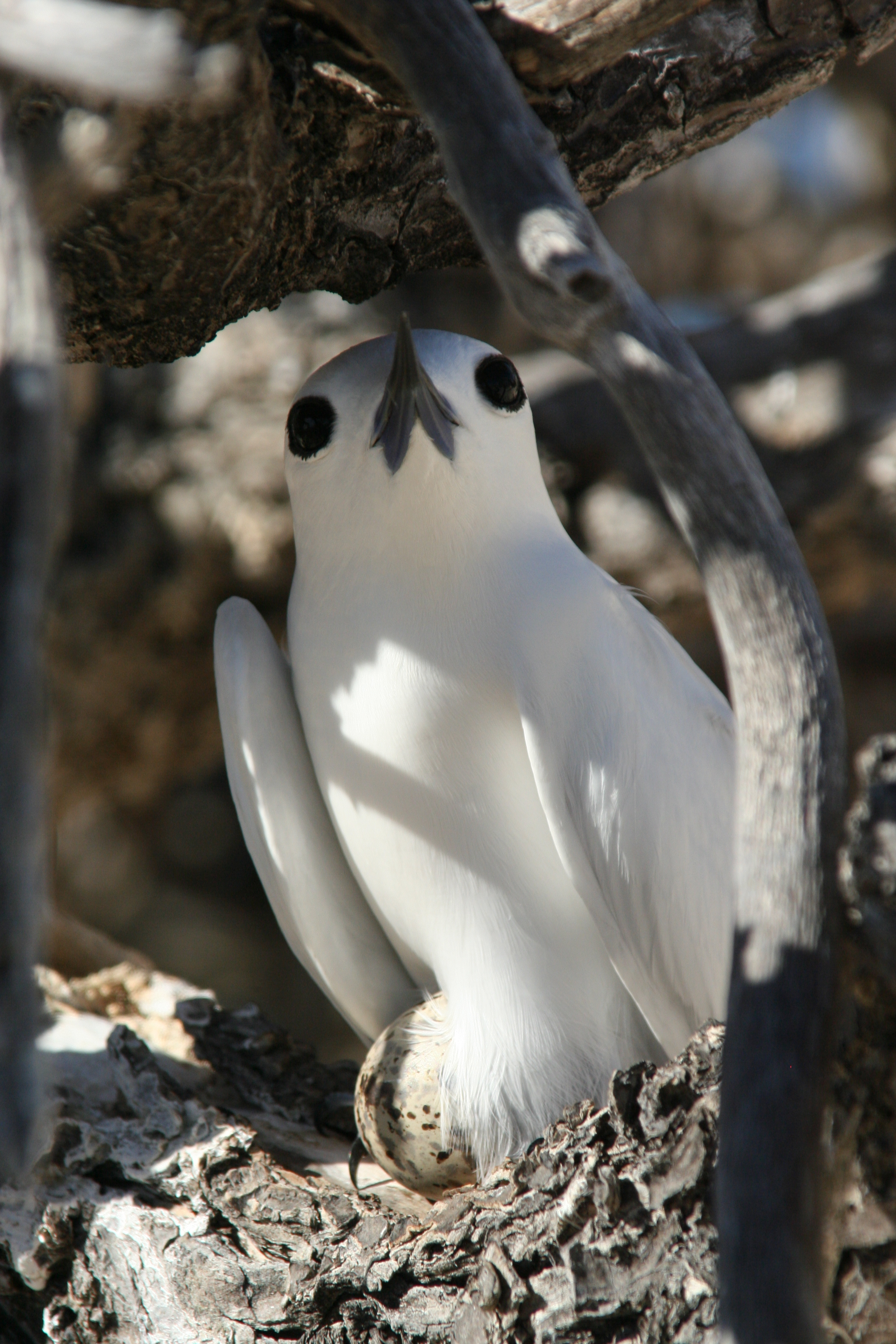
Белая крачка

Отряд: Ржанкообразные   Семейство: Чайковые
| Вид                                                  | Вити-Леву | Вануа-Леву | Тавеуни | Кадаву | Ломаивичи | Лау | Ротума |   |
| ---------------------------------------------------- | --------- | ---------- | ------- | ------ | --------- | --- | ------ | - |
| Австралийская чайка, Chroicocephalus novaehollandiae | V         | V          | V       | V      | V         | V   | V      | V |
| Ацтекская чайка, Leucophaeus atricilla               | V         | V          | V       | V      | V         | V   | V      | V |
| Крачка Берга, Thalasseus bergii                      | B         | B          | B       | B      | B         | B   | B      |   |
| Светлая крачка, Sterna sumatrana                     | B         | B          | B       | B      | B         | B   |        |   |
| Речная крачка, Sterna hirundo                        | P         | P          | P       | P      | P         |     |        |   |
| Малая крачка, Sternula albifrons                     | V         | V          | V       | V      | V         | V   | V      | V |
| Sternula nereis                                      | V         | V          | V       | V      | V         | V   | V      | V |
| Тёмная крачка, Onychoprion fuscatus                  | B         | B          | B       | B      | B         | B   | B      |   |
| Обыкновенная глупая крачка, Anous stolidus           | B         | B          | B       | B      | B         | B   | B      |   |
| Anous minutus                                        | B         | B          | B       | B      | B         | B   | B      |   |
| Серая глупая крачка, Anous cerulea                   | B         | B          | B       | B      | B         | B   | B      |   |
| Белая крачка, Gygis alba                             | B         | B          | B       | B      | B         | B   | B      |   |

## Голуби и горлицы

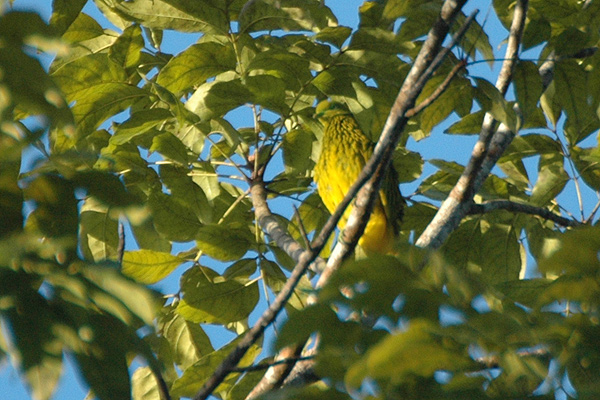
Золотой пёстрый голубь

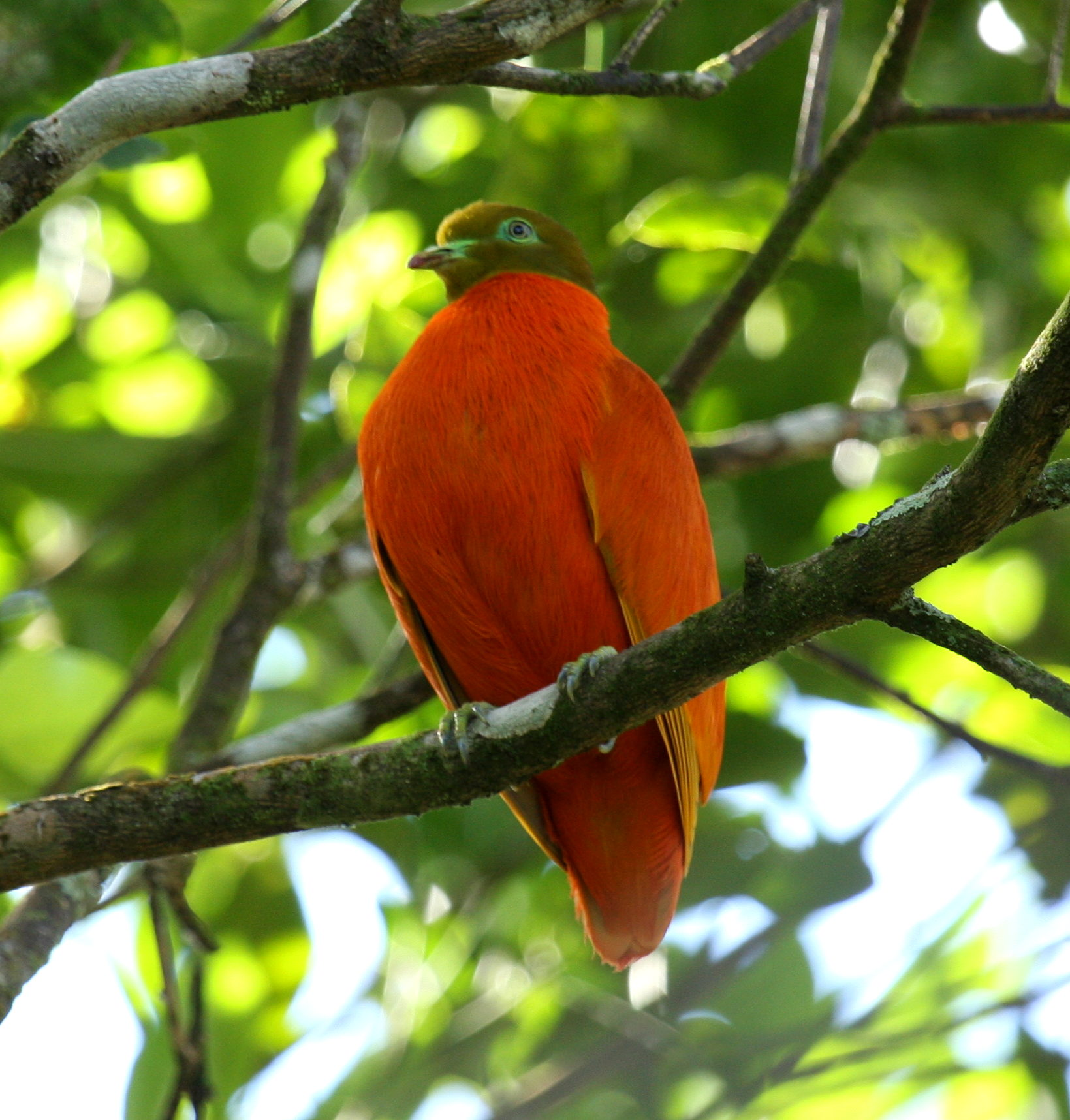
Оранжевый пёстрый голубь

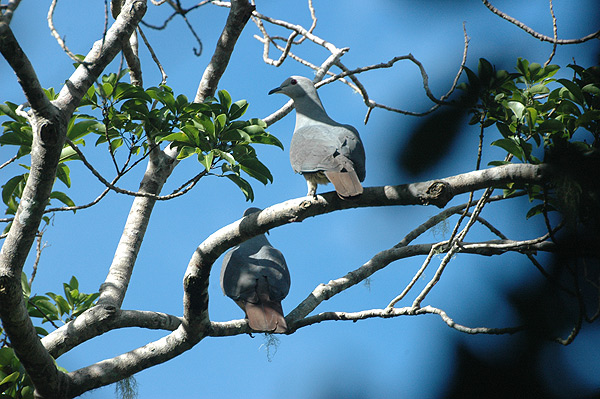
Фиджийский плодоядный голубь

Отряд: Голубеобразные   Семейство: Голубиные
| Вид                                                      | Вити-Леву | Вануа-Леву | Тавеуни | Кадаву | Ломаивичи | Лау | Ротума |
| -------------------------------------------------------- | --------- | ---------- | ------- | ------ | --------- | --- | ------ |
| Сизый голубь, Columba livia                              | I         | I          | I       |        |           |     |        |
| Белогорлый голубь, Columba vitiensis                     | B         | B          | B       | B      | B         | B   |        |
| Пятнистая горлица, Spilopelia chinensis                  | I         | I          | I       |        |           | I   |        |
| Самоанский куриный голубь, Gallicolumba stairi           | B         | B          | B       | B      | B         | B   |        |
| Тихоокеанский плодоядный голубь, Ducula pacifica         |           |            |         |        | B         | B   | B      |
| Ducula lakeba                                            | X         |            |         |        |           | X   |        |
| Фиджийский плодоядный голубь, Ducula latrans*            | B         | B          | B       | B      | B         | B   |        |
| Многоцветный пёстрый голубь, Ptilinopus perousii         | B         | B          | B       | B      | B         | B   |        |
| Пурпурношапочный пёстрый голубь, Ptilinopus porphyraceus |           |            |         |        |           | B   | B      |
| Оранжевый пёстрый голубь, Ptilinopus victor*             |           | B          | B       |        |           |     |        |
| Золотой пёстрый голубь, Ptilinopus luteovirens*          | B         |            |         |        | B         |     |        |
| Желтоголовый пёстрый голубь, Ptilinopus layardi*         |           |            |         | B      |           |     |        |
| Natunaornis gigoura, Natunaornis gigoura*                | X         |            |         |        |           |     |        |

## Попугаи и другие

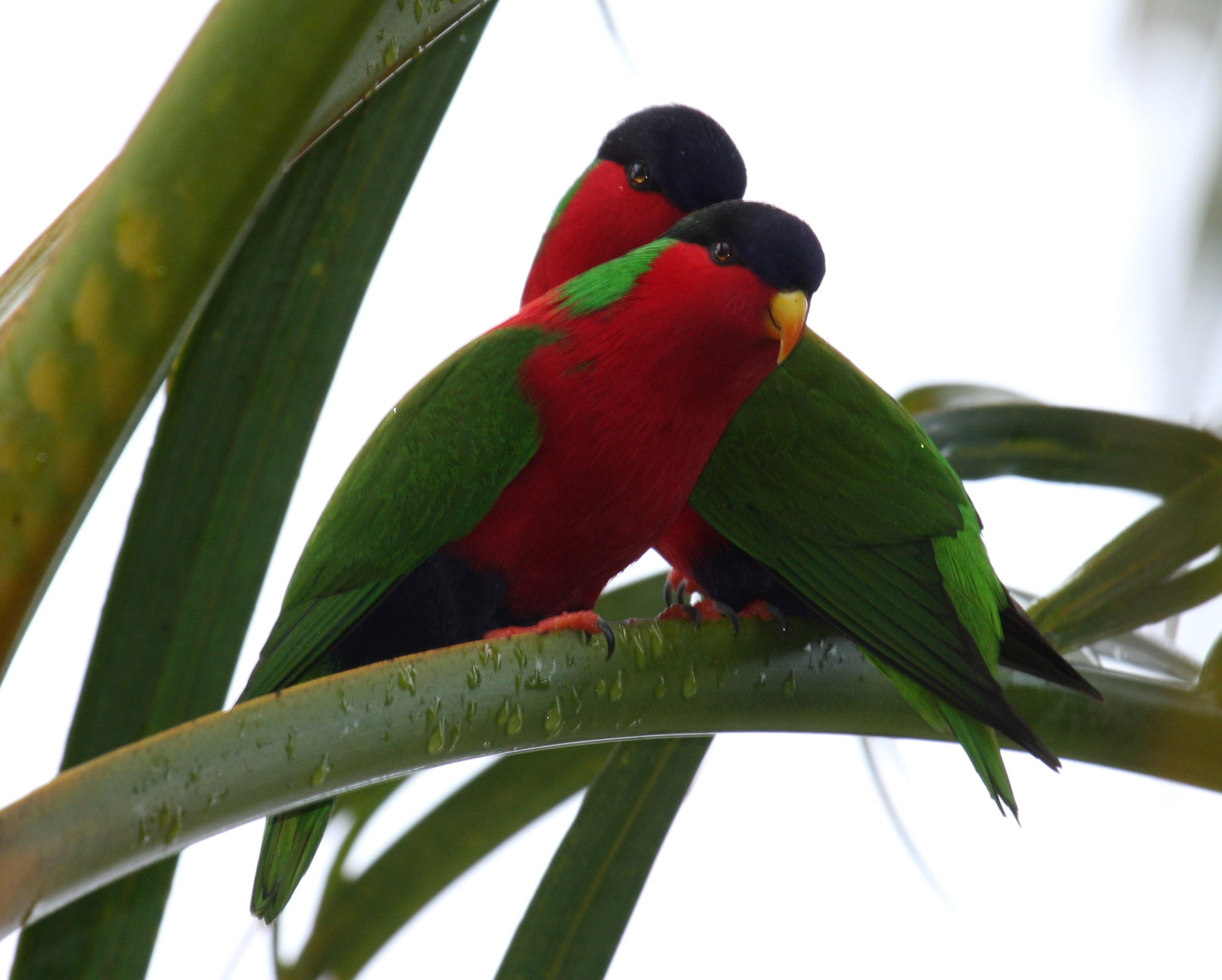
Лори-отшельник — национальная птица Фиджи.

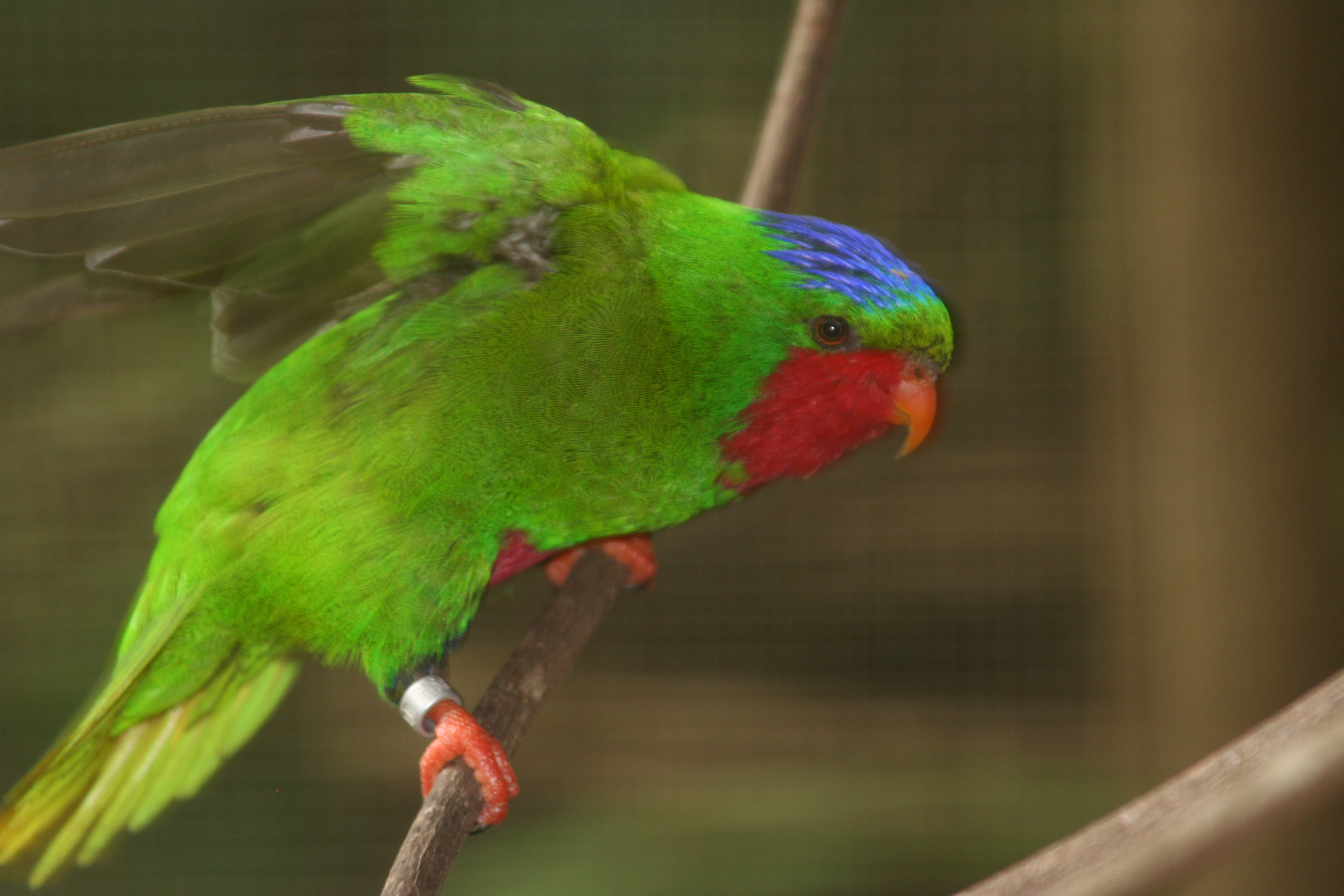
Синешапочный лори-отшельник

Отряд: Попугаеобразные   Семейство: Попугаевые
| Вид                                                | Вити-Леву | Вануа-Леву | Тавеуни | Кадаву | Ломаивичи | Лау | Ротума |
| -------------------------------------------------- | --------- | ---------- | ------- | ------ | --------- | --- | ------ |
| Лори-отшельник, Phigys solitarius*                 | B         | B          | B       | B      | B         | B   |        |
| Синешапочный лори-отшельник, Vini australis        |           |            |         |        |           | B   |        |
| Красногорлый украшенный лори, Charmosyna amabilis* | B?        | B?         | B?      |        | X         |     |        |
| Малиновый блестящий попугай, Prosopeia splendens*  | I         |            |         | B      |           |     |        |
| Масковый блестящий попугай, Prosopeia personata*   |           | B          | B       |        |           |     |        |
| Prosopeia tabuensis*                               | B         |            |         |        |           |     |        |

## Кукушки

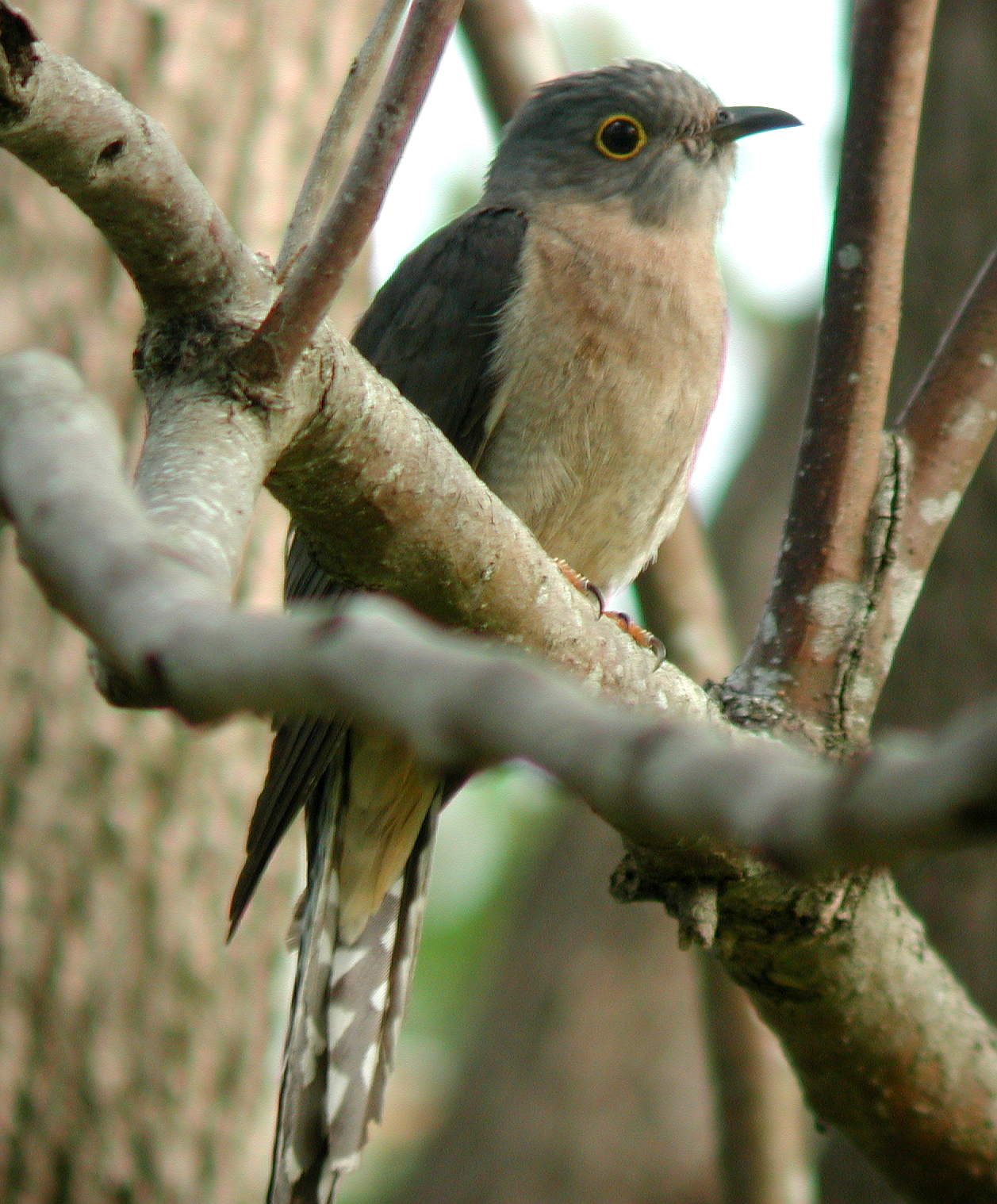
Веерохвостая щетинистая кукушка

Отряд: Кукушкообразные   Семейство: Кукушковые
| Вид                                                        | Вити-Леву | Вануа-Леву | Тавеуни | Кадаву | Ломаивичи | Лау | Ротума |
| ---------------------------------------------------------- | --------- | ---------- | ------- | ------ | --------- | --- | ------ |
| Веерохвостая щетинистая кукушка, Cacomantis flabelliformis | B         | B          | B       | B      | B         |     |        |
| Длиннохвостая коэль, Eudynamys taitensis                   | M         | M          | M       | M      | M         | M   |        |

## Сипухи

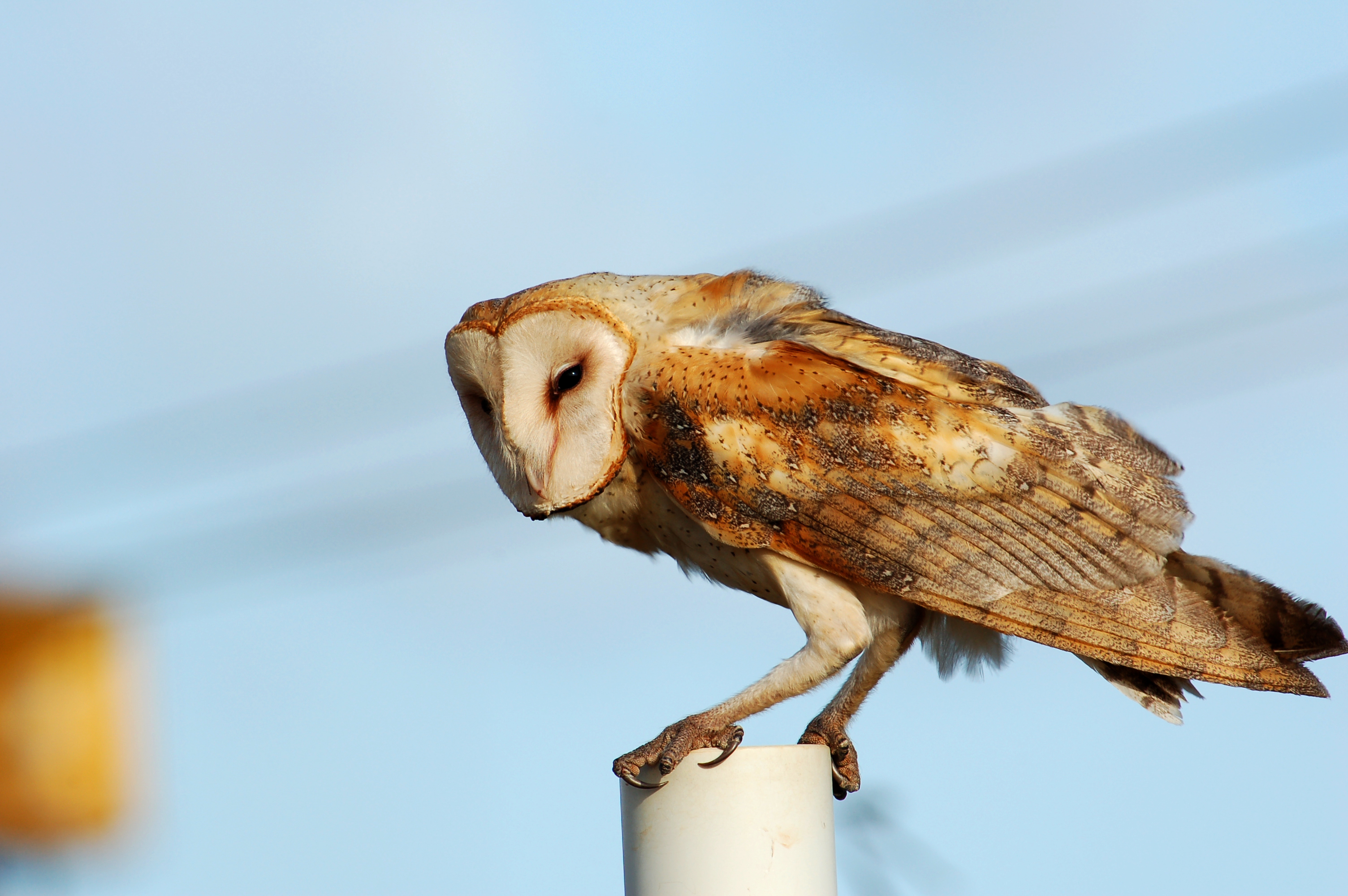
Обыкновенная сипуха

Отряд: Совообразные   Семейство: Сипуховые
| Вид                                          | Вити-Леву | Вануа-Леву | Тавеуни | Кадаву | Ломаивичи | Лау | Ротума |
| -------------------------------------------- | --------- | ---------- | ------- | ------ | --------- | --- | ------ |
| Восточная травяная сипуха, Tyto longimembris | X?        |            |         |        |           |     |        |
| Обыкновенная сипуха, Tyto alba               | B         | B          | B       | B      | B         | B   |        |

## Лягушкороты
Отряд: Козодоеобразные   Семейство: Лягушкороты
| Вид                                      | Вити-Леву | Вануа-Леву | Тавеуни | Кадаву | Ломаивичи | Лау | Ротума |     |
| ---------------------------------------- | --------- | ---------- | ------- | ------ | --------- | --- | ------ | --- |
| Дымчатый лягушкорот, Podargus strigoides | I X       | I X        | I X     | I X    | I X       | I X | I X    | I X |

## Стрижи

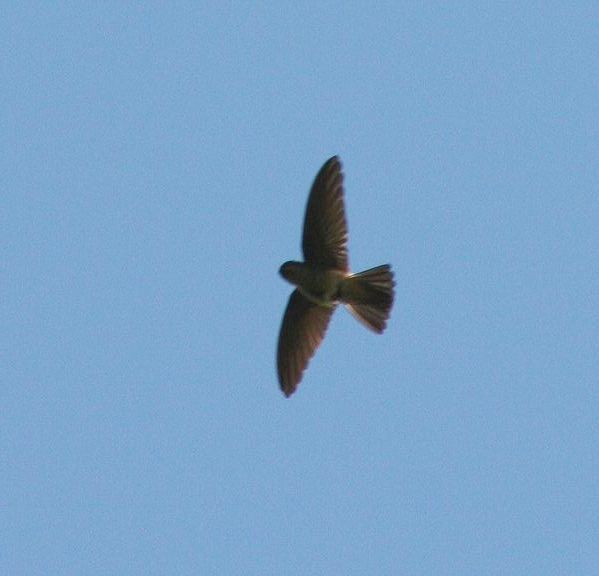
Белогузая салангана

Отряд: Стрижеобразные   Семейство: Стрижиные
| Вид                                          | Вити-Леву | Вануа-Леву | Тавеуни | Кадаву | Ломаивичи | Лау | Ротума |   |
| -------------------------------------------- | --------- | ---------- | ------- | ------ | --------- | --- | ------ | - |
| Белогузая салангана, Aerodramus spodiopygius | B         | B          | B       | B      | B         | B   |        |   |
| Иглохвостый стриж, Hirundapus caudacutus     | V         | V          | V       | V      | V         | V   | V      | V |

## Зимородки

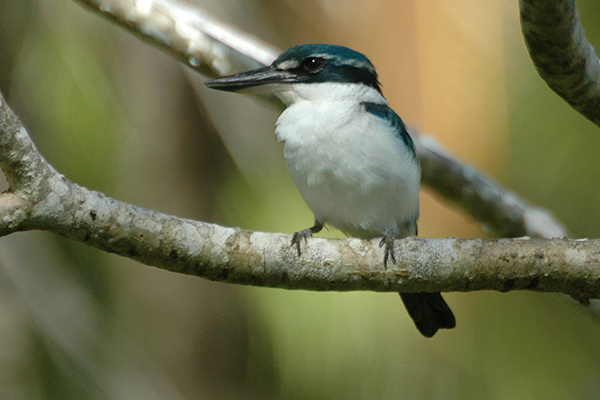
Тихоокеанский зимородок

Отряд: Ракшеобразные   Семейство: Зимородковые
| Вид               | Вити-Леву | Вануа-Леву | Тавеуни | Кадаву | Ломаивичи | Лау | Ротума |
| ----------------- | --------- | ---------- | ------- | ------ | --------- | --- | ------ |
| Todiramphus sacer | B         | B          | B       | B      | B         | B   |        |

## Ласточки и стрижи

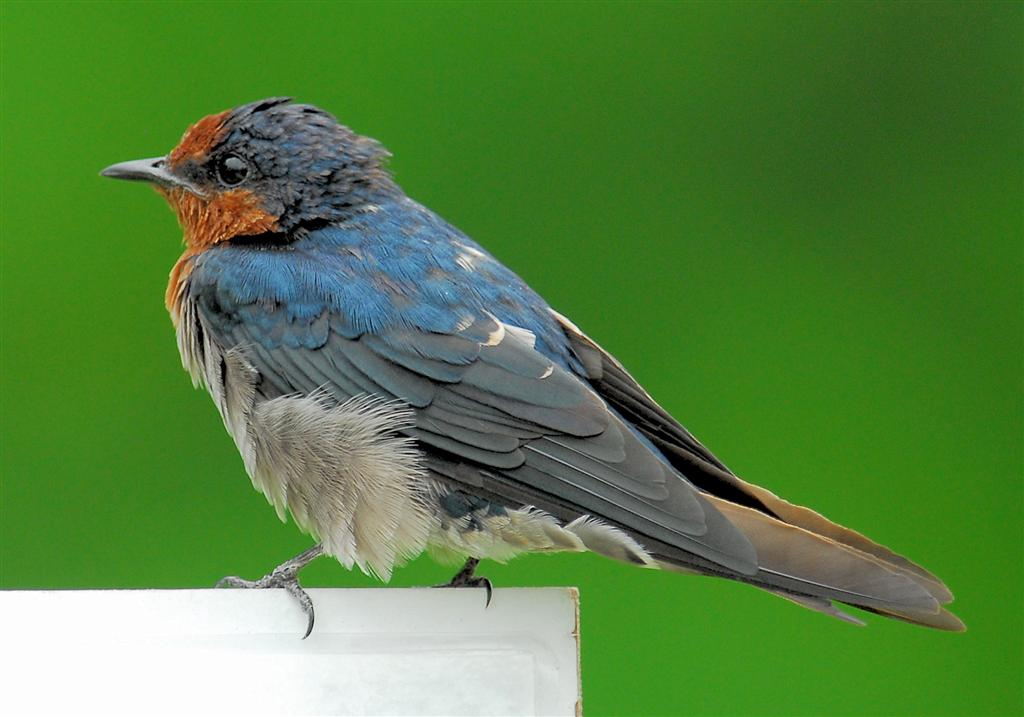
Коричневогорлая ласточка

Отряд: Воробьинообразные   Семейство: Ласточковые
| Вид                                        | Вити-Леву | Вануа-Леву | Тавеуни | Кадаву | Ломаивичи | Лау | Ротума |  |
| ------------------------------------------ | --------- | ---------- | ------- | ------ | --------- | --- | ------ |  |
| Коричневогорлая ласточка, Hirundo tahitica | B         | B          | B       | B      | B         | B   | B      |  |

## Личинкоеды

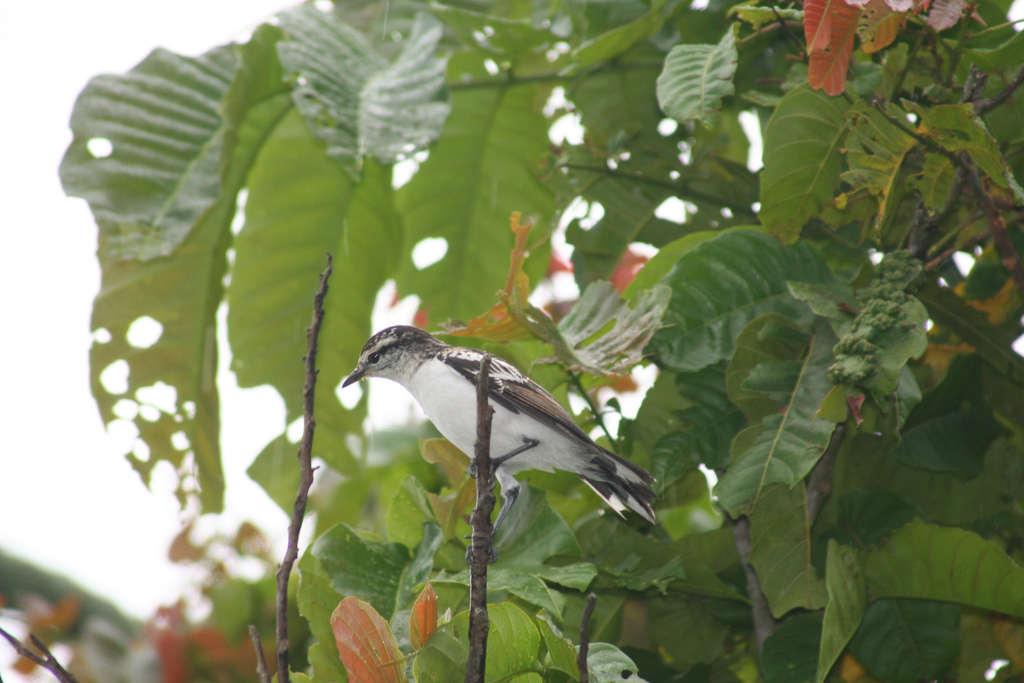
Пятнистый личинкоед-свистун

Отряд: Воробьинообразные   Семейство: Личинкоедовые
| Вид                                          | Вити-Леву | Вануа-Леву | Тавеуни | Кадаву | Ломаивичи | Лау | Ротума |
| -------------------------------------------- | --------- | ---------- | ------- | ------ | --------- | --- | ------ |
| Пятнистый личинкоед-свистун, Lalage maculosa | B         | B          | B       | B      | B         | B   | B      |

## Бюльбюли
Отряд: Воробьинообразные   Семейство: Бюльбюлевые
| Вид                                               | Вити-Леву | Вануа-Леву | Тавеуни | Кадаву | Ломаивичи | Лау | Ротума |
| ------------------------------------------------- | --------- | ---------- | ------- | ------ | --------- | --- | ------ |
| Розовобрюхий настоящий бюльбюль, Pycnonotus cafer | I         |            |         |        | I         |     |        |

## Дрозды и другие
Отряд: Воробьинообразные   Семейство: Дроздовые
| Вид                                | Вити-Леву | Вануа-Леву | Тавеуни | Кадаву | Ломаивичи | Лау | Ротума |
| ---------------------------------- | --------- | ---------- | ------- | ------ | --------- | --- | ------ |
| Горный дрозд, Turdus poliocephalus | B         | B          | B       | B      | B         |     |        |

## Короткокрылые камышовки
Отряд: Воробьинообразные   Семейство: Короткокрылые камышовки
| Вид                   | Вити-Леву | Вануа-Леву | Тавеуни | Кадаву | Ломаивичи | Лау | Ротума |
| --------------------- | --------- | ---------- | ------- | ------ | --------- | --- | ------ |
| Horornis ruficapilla* | B         | B          | B       | B      |           |     |        |

## Сверчковые славки
Отряд: Воробьинообразные   Семейство: Сверчковые
| Вид                | Вити-Леву | Вануа-Леву | Тавеуни | Кадаву | Ломаивичи | Лау | Ротума |
| ------------------ | --------- | ---------- | ------- | ------ | --------- | --- | ------ |
| Trichocichla rufa* | B         | B          |         |        |           |     |        |

## Веерохвостки

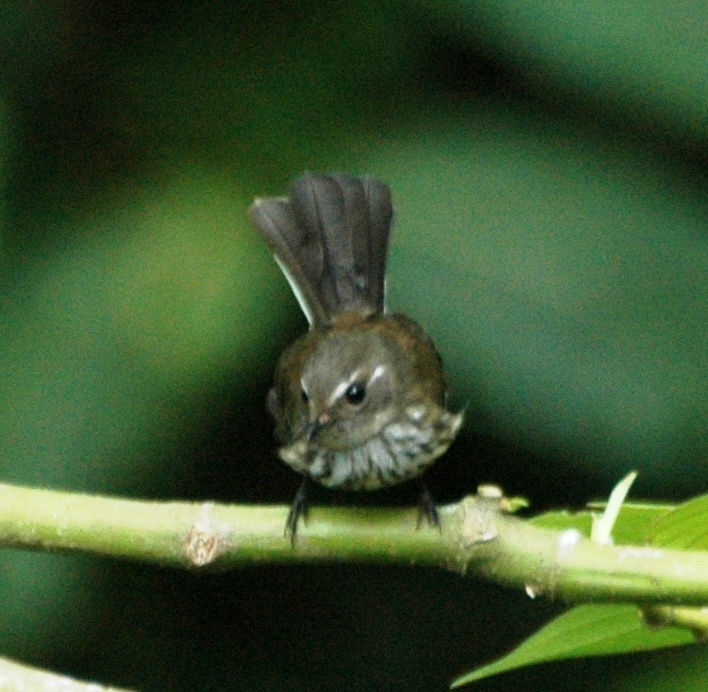
Новокаледонская веерохвостка

Отряд: Воробьинообразные   Семейство: Веерохвостки
| Вид                                            | Вити-Леву | Вануа-Леву | Тавеуни | Кадаву | Ломаивичи | Лау | Ротума |
| ---------------------------------------------- | --------- | ---------- | ------- | ------ | --------- | --- | ------ |
| Rhipidura verreauxi                            | B         | B          | B       |        | B         |     |        |
| Кандавуская веерохвостка, Rhipidura personata* |           |            |         | B      |           |     |        |
| Lamprolia victoriae*                           |           |            | B       |        |           |     |        |
| Lamprolia klinesmithi*                         |           | B          |         |        |           |     |        |

## Монарховые мухоловки

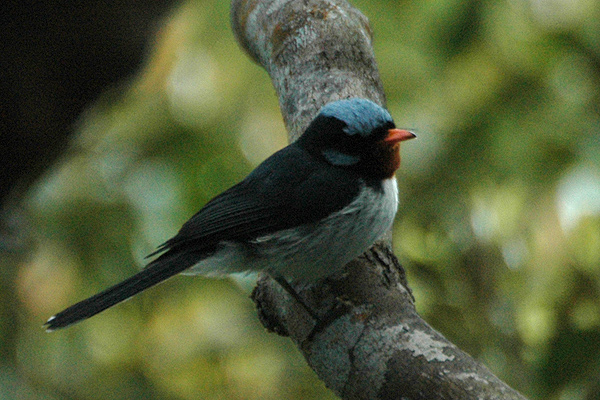
Синехохлая миагра

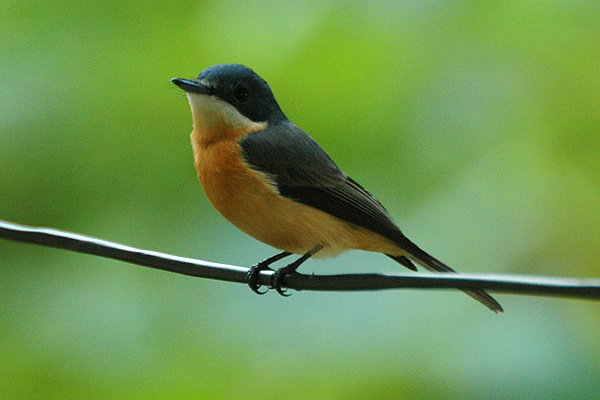
Краснобрюхая миагра

Отряд: Воробьинообразные   Семейство: Монархи
| Вид                                                            | Вити-Леву | Вануа-Леву | Тавеуни | Кадаву | Ломаивичи | Лау | Ротума |
| -------------------------------------------------------------- | --------- | ---------- | ------- | ------ | --------- | --- | ------ |
| Чернохвостая шиферная мухоловка, Mayrornis lessoni*            | B         | B          | B       | B      | B         | B   |        |
| Рыжегрудая шиферная мухоловка, Mayrornis versicolor*           |           |            |         |        |           | B   |        |
| Фиджийская большеклювая мухоловка, Clytorhynchus vitiensis     | B         | B          | B       | B      | B         | B   | B      |
| Черногорлая большеклювая мухоловка, Clytorhynchus nigrogularis | B         | B          | B       | B      | B         |     |        |
| Синехохлая миагра, Myiagra azureocapilla*                      |           |            | B       |        |           |     |        |
| Myiagra castaneigularis*                                       | B         | B          |         |        |           |     |        |
| Краснобрюхая миагра, Myiagra vanikorensis                      | B         | B          | B       | B      | B         | B   |        |

## Австралийские зарянки

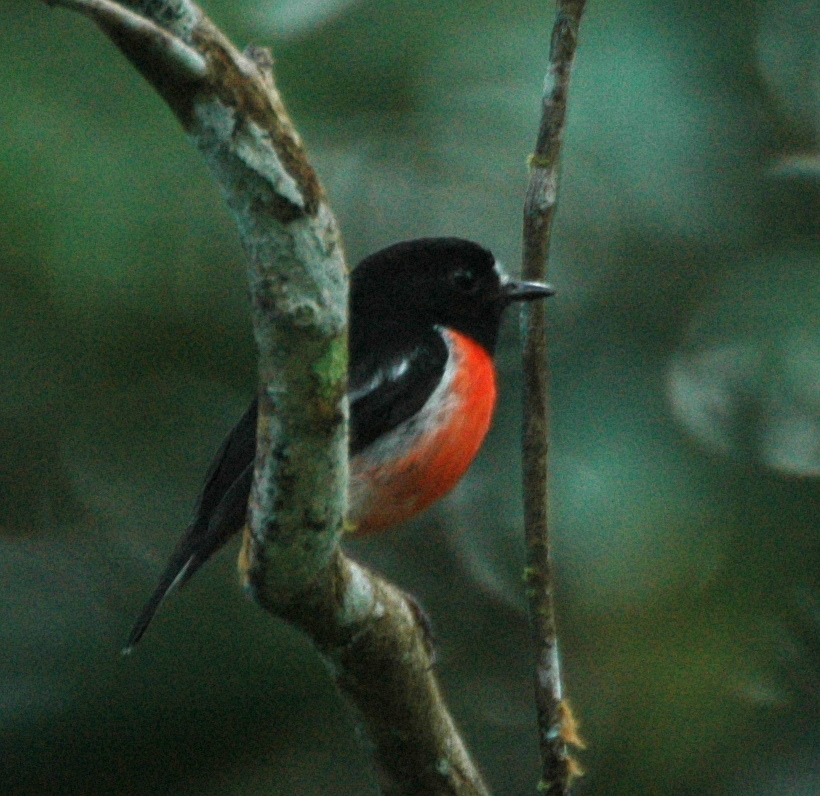
Тихоокеанская петроика

Отряд: Воробьинообразные   Семейство: Австралийские зарянки
| Вид              | Вити-Леву | Вануа-Леву | Тавеуни | Кадаву | Ломаивичи | Лау | Ротума |
| ---------------- | --------- | ---------- | ------- | ------ | --------- | --- | ------ |
| Petroica pusilla | B         | B          | B       | B      |           |     |        |

## Свистуны и другие

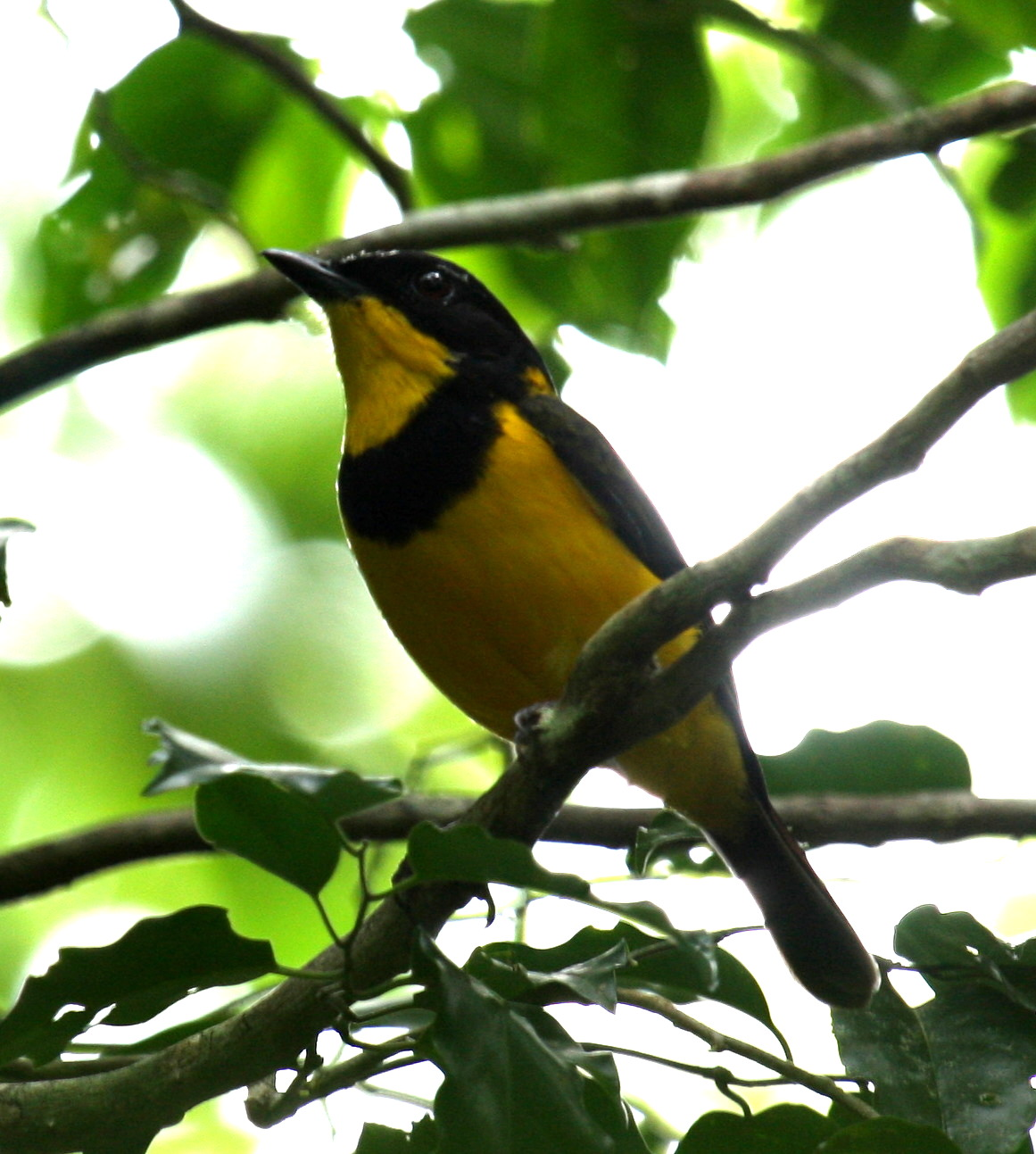
Фиджийский свистун

Отряд: Воробьинообразные   Семейство: Австралийские свистуны
| Вид                    | Вити-Леву | Вануа-Леву | Тавеуни | Кадаву | Ломаивичи | Лау | Ротума |
| ---------------------- | --------- | ---------- | ------- | ------ | --------- | --- | ------ |
| Pachycephala vitiensis | B         | B          | B       | B      | B         | B   |        |

## Белоглазки

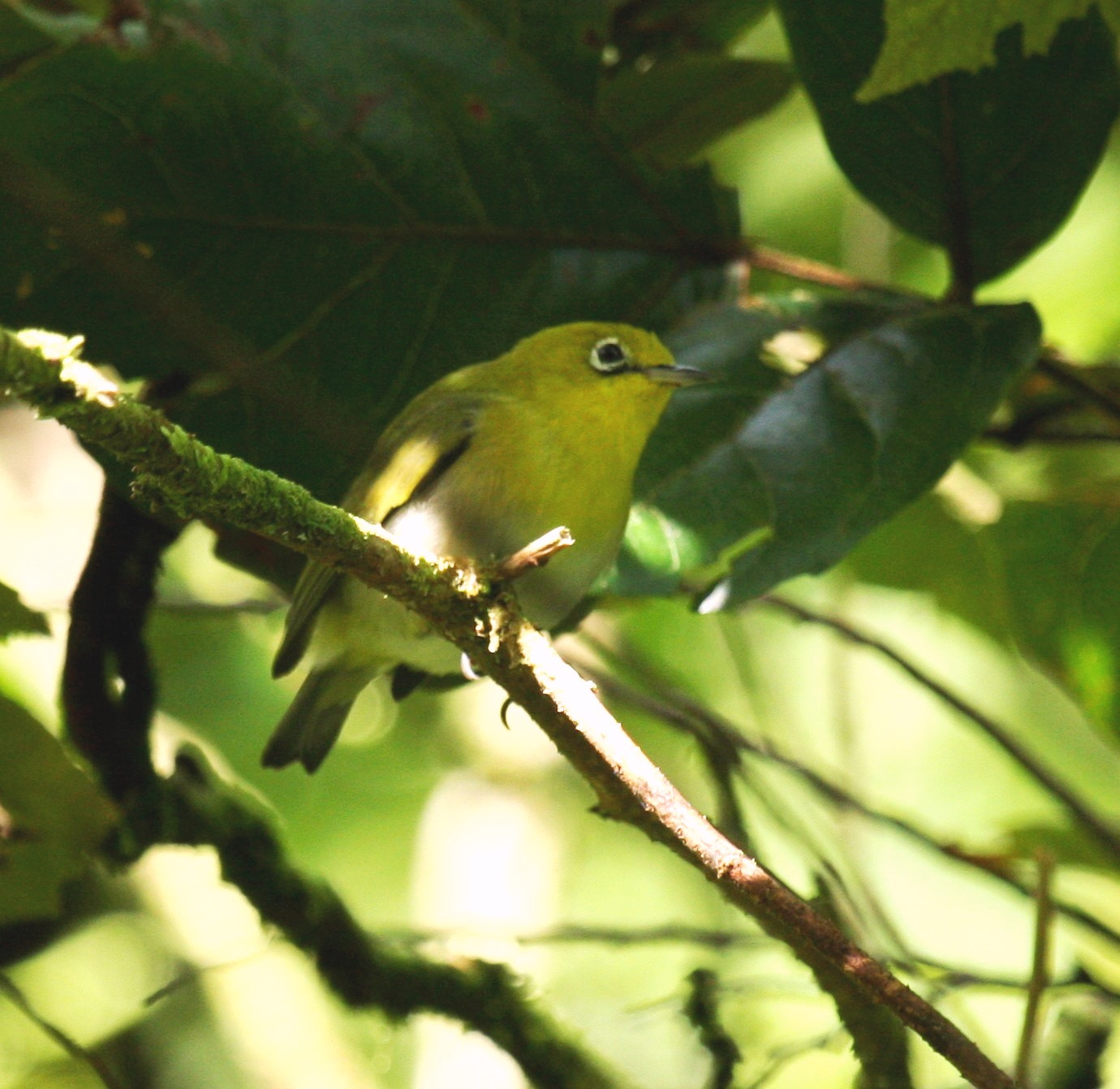
Белоглазка Лайарда

Отряд: Воробьинообразные   Семейство: Белоглазковые
| Вид                                        | Вити-Леву | Вануа-Леву | Тавеуни | Кадаву | Ломаивичи | Лау | Ротума |
| ------------------------------------------ | --------- | ---------- | ------- | ------ | --------- | --- | ------ |
| Белоглазка Лайарда, Zosterops explorator*  | B         | B          | B       | B      | B         |     |        |
| Серебряная белоглазка, Zosterops lateralis | B         | B          | B       | B      | B         |     |        |

## Медососы

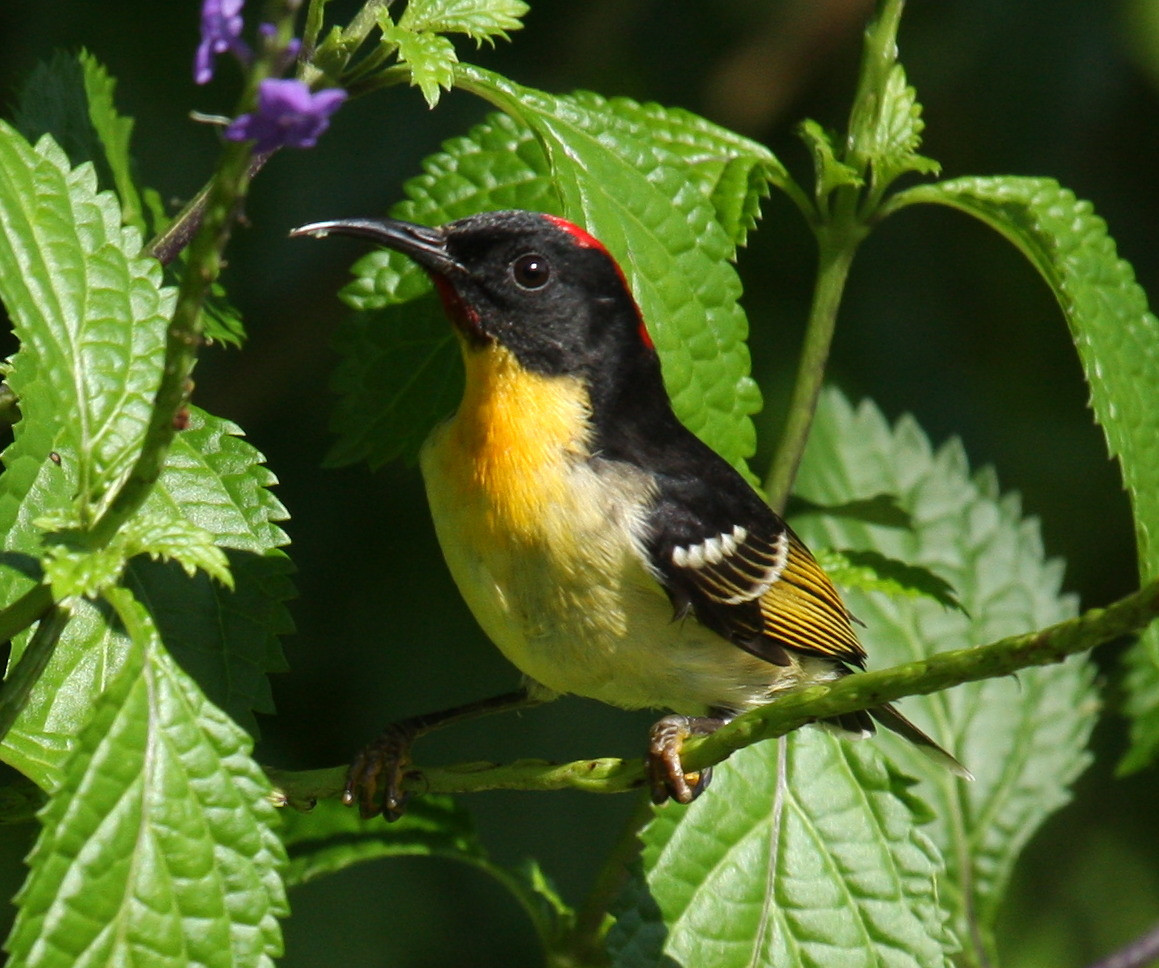
Оранжевогрудая мизомела

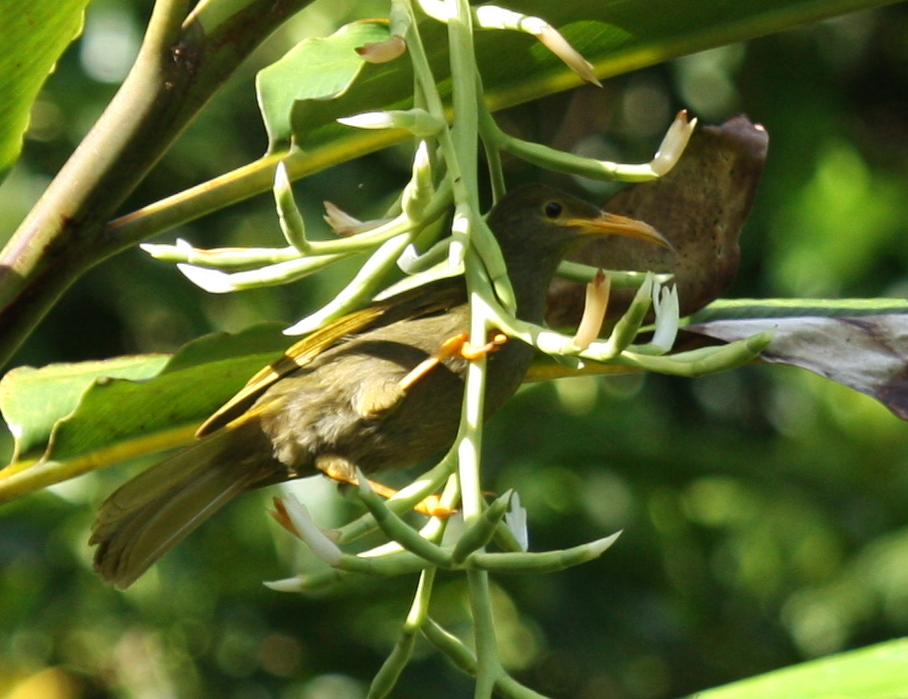
Большой медосос-мао

Отряд: Воробьинообразные   Семейство: Медососовые
| Вид                                          | Вити-Леву | Вануа-Леву | Тавеуни | Кадаву | Ломаивичи | Лау | Ротума |
| -------------------------------------------- | --------- | ---------- | ------- | ------ | --------- | --- | ------ |
| Myzomela chermesina*                         |           |            |         |        |           |     | B      |
| Оранжевогрудая мизомела, Myzomela jugularis* | B         | B          | B       | B      | B         | B   |        |
| Foulehaio carunculata                        |           |            |         | B      | B         | B   | B      |
| Foulehaio taviunensis                        |           | B          | B       |        |           |     |        |
| Foulehaio procerior                          | B         |            |         |        |           |     |        |
| Xanthotis provocator*                        |           |            |         | B      |           |     |        |
| Большой медосос-мао, Gymnomyza viridis*      |           | B          | B       |        |           |     |        |
| Gymnomyza brunneirostris*                    | B         |            |         |        |           |     |        |

## Ласточковые сорокопуты

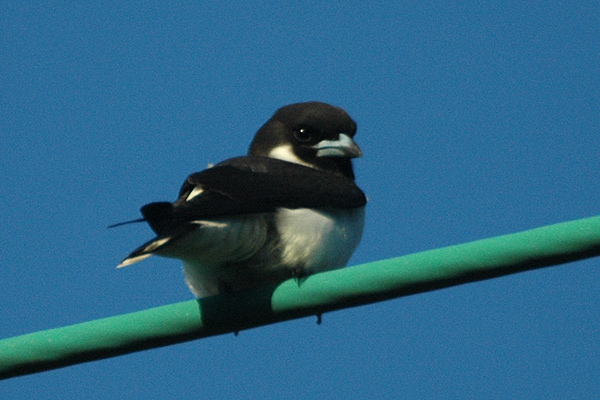
Фиджийский артам

Отряд: Воробьинообразные   Семейство: Ласточковые сорокопуты
| Вид                                | Вити-Леву | Вануа-Леву | Тавеуни | Кадаву | Ломаивичи | Лау | Ротума |
| ---------------------------------- | --------- | ---------- | ------- | ------ | --------- | --- | ------ |
| Фиджийский артам Artamus mentalis* | B         | B          | B       |        | B         |     |        |

## Певчие вороны и другие
Отряд: Воробьинообразные   Семейство: Флейтовые птицы
| Вид                                | Вити-Леву | Вануа-Леву | Тавеуни | Кадаву | Ломаивичи | Лау | Ротума |
| ---------------------------------- | --------- | ---------- | ------- | ------ | --------- | --- | ------ |
| Ворона-свистун, Gymnorhina tibicen |           |            | I       |        |           |     |        |

## Скворцы

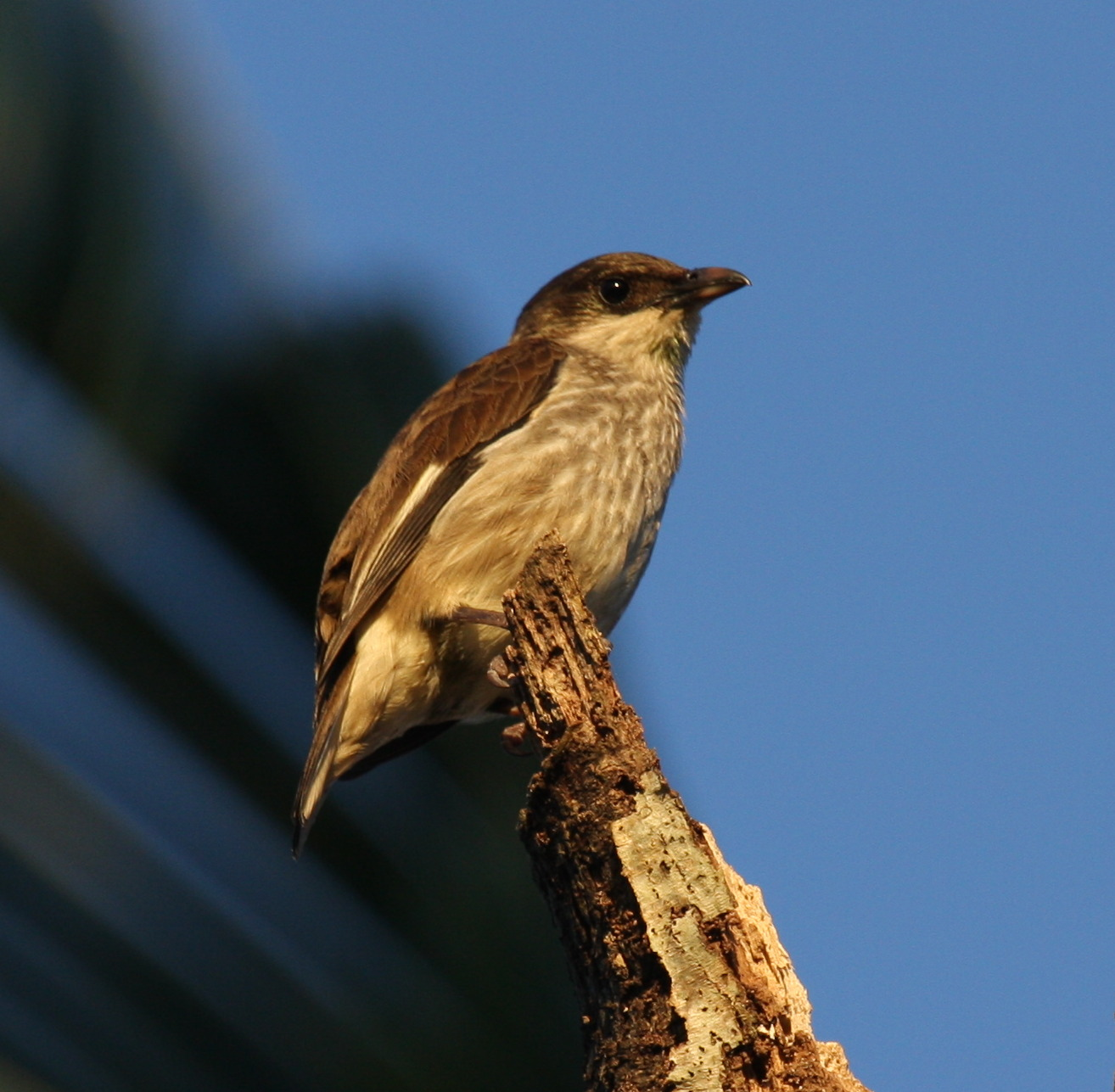
Полинезийский аплонис

Отряд: Воробьинообразные   Семейство: Скворцовые
| Вид                                      | Вити-Леву | Вануа-Леву | Тавеуни | Кадаву | Ломаивичи | Лау | Ротума |
| ---------------------------------------- | --------- | ---------- | ------- | ------ | --------- | --- | ------ |
| Полинезийский аплонис, Aplonis tabuensis | B         | B          | B       | B      | B         | B   | B      |
| Обыкновенный скворец, Sturnus vulgaris   |           |            |         |        |           | I   |        |
| Бурая майна, Acridotheres fuscus         | I         |            |         |        |           |     |        |
| Обыкновенная майна, Acridotheres tristis | I         | I          | I       | I      | I         |     |        |

## Астрильды и другие

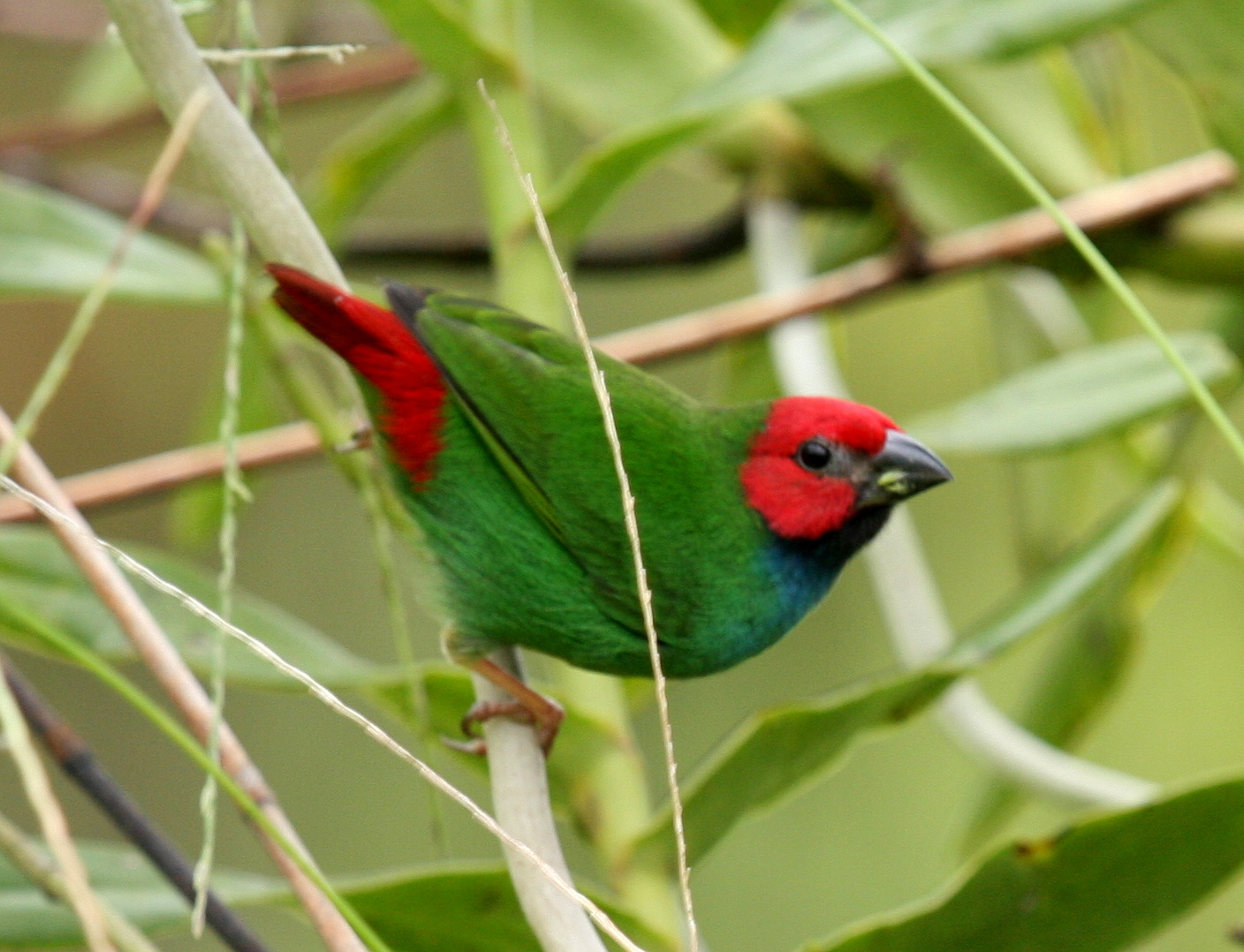
Фиджийская попугайная амадина

Отряд: Воробьинообразные   Семейство: Вьюрковые ткачики
| Вид                                                     | Вити-Леву | Вануа-Леву | Тавеуни | Кадаву | Ломаивичи | Лау | Ротума |
| ------------------------------------------------------- | --------- | ---------- | ------- | ------ | --------- | --- | ------ |
| Тигровый астрильд, Amandava amandava                    | I         | I          |         |        |           |     |        |
| Фиджийская попугайная амадина, Erythrura pealii*        | B         | B          | B       | B      |           |     |        |
| Чернолицая попугайная амадина, Erythrura kleinschmidti* | B         |            |         |        |           |     |        |
| Рисовка, Padda oryzivora                                | I         | I          | I       |        |           |     |        |

## Воробьи
Отряд: Воробьинообразные   Семейство: Воробьиные
| Вид                                | Вити-Леву | Вануа-Леву | Тавеуни | Кадаву | Ломаивичи | Лау | Ротума |   |
| ---------------------------------- | --------- | ---------- | ------- | ------ | --------- | --- | ------ | - |
| Домовый воробей, Passer domesticus | I         | I          | I       | I      | I         | I   | I      | I |